# Partisans iugoslavos
Os Partisans Iugoslavos, ou Exército de Libertação Nacional, oficialmente o Exército de Libertação Nacional e Destacamentos Partisans da Iugoslávia, foi a resistência antifascista liderada pelos comunistas contra as Potências do Eixo na Iugoslávia ocupada durante a Segunda Guerra Mundial. Liderados por Josip Broz Tito, os Partisans são considerados o movimento de resistência anti-Eixo mais eficaz da Europa durante a Segunda Guerra Mundial.
Principalmente uma força de guerrilha no seu início, os Partisans desenvolveram-se numa grande força de combate envolvida na guerra convencional mais tarde na guerra, totalizando cerca de 650.000 no final de 1944 e organizada em quatro exércitos de campo e 52 divisões. Os principais objetivos declarados dos Partidários eram a libertação das terras iugoslavas das forças de ocupação e a criação de um estado socialista federal e multiétnico na Iugoslávia.
Os Partisans foram organizados por iniciativa de Tito após a invasão da Iugoslávia pelo Eixo em abril de 1941, e iniciaram uma campanha de guerrilha ativa contra as forças de ocupação depois que a Alemanha invadiu a União Soviética em junho. Uma revolta em grande escala foi lançada em julho, à qual se juntaram mais tarde os Chetniks de Draža Mihailović, que levou à criação da efêmera República de Užice. O Eixo montou uma série de ofensivas em resposta, mas não conseguiu destruir completamente os partidários altamente móveis e a sua liderança. No final de 1943, os Aliados mudaram o seu apoio de Mihailović para Tito à medida que a extensão da colaboração Chetnik se tornou evidente, e os Partidários receberam reconhecimento oficial na Conferência de Teerã. No outono de 1944, os Partidários e o Exército Vermelho Soviético libertaram Belgrado após a Ofensiva de Belgrado. No final da guerra, os guerrilheiros ganharam o controle de todo o país, bem como de Trieste e da Caríntia. Após a guerra, os guerrilheiros foram reorganizados na força armada regular da recém-criada República Popular Federal da Iugoslávia.

## Objetivos

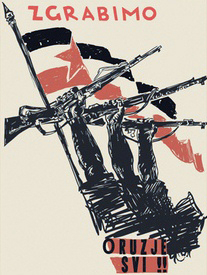
Às armas, pessoal!, um pôster de propaganda partidária

Um dos dois objetivos do movimento, que era o braço militar da coligação Frente Unitária de Libertação Nacional (UNOF), liderada pelo Partido Comunista da Jugoslávia (KPJ) e representada pelo Conselho Antifascista para a Libertação Nacional da A Iugoslávia (AVNOJ), a assembleia deliberativa iugoslava durante a guerra, deveria lutar contra as forças de ocupação. Até que os suprimentos britânicos começaram a chegar em quantidades apreciáveis em 1944, os ocupantes eram a única fonte de armas.  O outro objetivo era criar um estado comunista federal multiétnico na Iugoslávia.  Para este fim, o KPJ tentou apelar a todos os vários grupos étnicos dentro da Jugoslávia, preservando os direitos de cada grupo.
Os objetivos do movimento de resistência rival, os Chetniks, eram a manutenção da monarquia iugoslava, garantindo a segurança das populações étnicas sérvias,   e o estabelecimento de uma Grande Sérvia  através da limpeza étnica de não-sérvios de territórios que consideravam legítima e historicamente sérvios.    As relações entre os dois movimentos foram difíceis desde o início, mas a partir de outubro de 1941 degeneraram em um conflito em grande escala. Para os chetniks, as políticas pan-étnicas de Tito pareciam anti-sérvias, enquanto o monarquismo dos chetniks era um anátema para os comunistas.  No início da guerra, as forças partidárias eram predominantemente compostas por sérvios. Nesse período, os nomes dos comandantes muçulmanos e croatas das forças partidárias tiveram de ser mudados para protegê-los dos seus colegas predominantemente sérvios.
Após a retirada alemã forçada pela ofensiva soviético-búlgara na Sérvia, Macedónia do Norte e Kosovo no outono de 1944, o recrutamento de sérvios, macedónios e albaneses kosovares aumentou significativamente. No final de 1944, as forças totais dos partisans somavam 650.000 homens e mulheres organizados em quatro exércitos de campanha e 52 divisões, que se engajaram na guerra convencional. Em abril de 1945, os guerrilheiros somavam mais de 800.000.

## Nome
O movimento foi consistentemente referido como "Partisans" durante a guerra. No entanto, devido a frequentes mudanças de tamanho e reorganizações estruturais, os Partidários ao longo da sua história mantiveram quatro nomes oficiais completos:
- Destacamentos Partisans de Libertação Nacional da Iugoslávia[note 1] (junho de 1941 - janeiro de 1942)
- Exército Partisan e Voluntário de Libertação Nacional da Iugoslávia[note 2] (janeiro - novembro de 1942)
- Exército de Libertação Nacional e Destacamentos Partisans da Iugoslávia (novembro de 1942 - fevereiro de 1945). Cada vez mais a partir de novembro de 1942, os militares partidários como um todo foram frequentemente referidos simplesmente como Exército de Libertação Nacional (Narodnooslobodilačka vojska, NOV), enquanto o termo "Partisans" adquiriu um sentido mais amplo ao se referir a toda a facção de resistência (incluindo, por exemplo, o AVNOJ).
- Exército Iugoslavo[note 3] – em 1º de março de 1945, o Exército de Libertação Nacional foi transformado nas forças armadas regulares da Iugoslávia e renomeado em conformidade.

O movimento foi originalmente denominado Destacamentos Partisans de Libertação Nacional da Iugoslávia (Narodnooslobodilački partizanski odredi Jugoslavije, NOPOJ) e manteve esse nome de junho de 1941 a janeiro de 1942. Por causa disso, seu nome abreviado tornou-se simplesmente "Partidários" (com letras maiúsculas) e permaneceu daí em diante (o adjetivo "Iugoslavo" é usado às vezes em fontes exclusivamente não-iugoslavas para distingui-los de outros movimentos partidários).
Entre janeiro de 1942 e novembro de 1942, o nome oficial completo do movimento foi brevemente Exército Partisan e Voluntário de Libertação Nacional da Iugoslávia (Narodnooslobodilačka partizanska i dobrovoljačka vojska Jugoslavije, NOP i DVJ). As mudanças pretendiam refletir o caráter do movimento como um “exército voluntário”.
Em novembro de 1942, o movimento foi renomeado para Exército de Libertação Nacional e Destacamentos Partisans da Iugoslávia (Narodnooslobodilačka vojska i partizanski odredi Jugoslavije, NOV i POJ), nome que manteve até o final da guerra. Este último nome oficial é o nome completo mais associado aos Partisans, e reflete o facto de as brigadas proletárias e outras unidades móveis terem sido organizadas no Exército de Libertação Nacional (Narodnooslobodilačka vojska). A mudança de nome também reflete o fato de que estes últimos substituíram em importância os próprios destacamentos partidários.
Pouco antes do fim da guerra, em março de 1945, todas as forças de resistência foram reorganizadas na força armada regular da Iugoslávia e renomeadas como Exército Iugoslavo. Manteria esse nome até 1951, quando foi renomeado como Exército Popular Iugoslavo.

## Antecedentes e origens

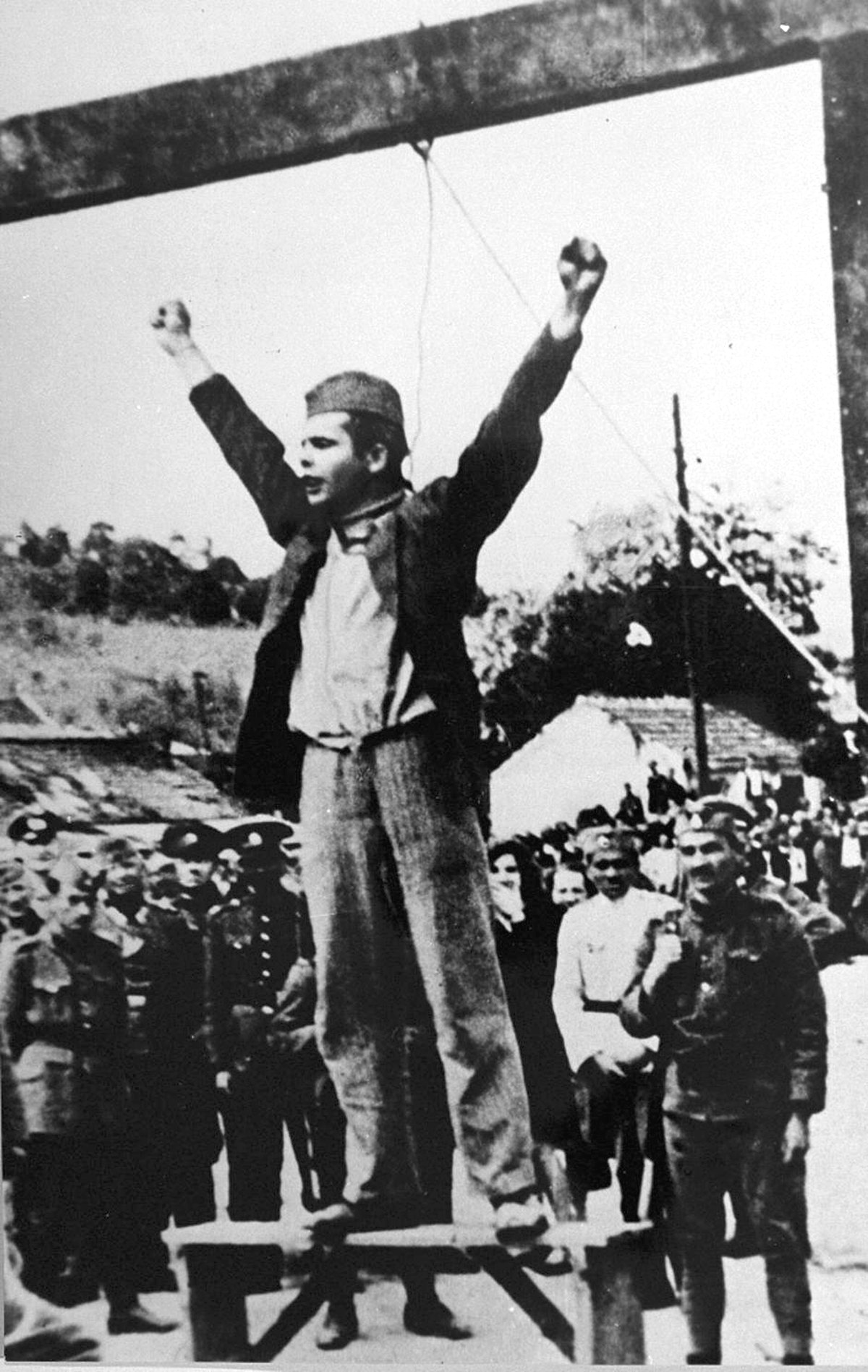
O combatente partidário Stjepan "Stevo" Filipović gritando "Morte ao fascismo, liberdade ao povo!" segundos antes de sua execução por uma unidade da Guarda Estatal Sérvia em Valjevo, na Iugoslávia ocupada. Estas palavras tornaram-se posteriormente o slogan partidário.

Em 6 de abril de 1941, o Reino da Iugoslávia foi invadido por todos os lados pelas potências do Eixo, principalmente pelas forças alemãs, mas também incluindo formações italianas, húngaras e búlgaras. Durante a invasão, Belgrado foi bombardeada pela Luftwaffe. A invasão durou pouco mais de dez dias, terminando com a rendição incondicional do Exército Real Iugoslavo em 17 de abril. Além de estar irremediavelmente mal equipado quando comparado com a Wehrmacht, o Exército tentou defender todas as fronteiras, mas só conseguiu distribuir de forma escassa os limitados recursos disponíveis. 
Os termos da capitulação foram extremamente severos, à medida que o Eixo procedeu ao desmembramento da Jugoslávia. A Alemanha ocupou a parte norte de Drava Banovina (aproximadamente a atual Eslovênia), enquanto mantinha a ocupação militar direta de um território sérvio remanescente com um governo fantoche.   O Estado Independente da Croácia (NDH) foi estabelecido sob a direção alemã, que se estendia por grande parte do território da atual Croácia e também continha toda a área da moderna Bósnia e Herzegovina e região da Sírmia da moderna Sérvia. A Itália de Mussolini ocupou o restante de Drava Banovina (anexada e renomeada como Província de Liubliana), grande parte de Zeta Banovina e grandes partes da região costeira da Dalmácia (juntamente com quase todas as suas ilhas do Adriático). Também ganhou o controle sobre a recém-criada província italiana de Montenegro, e foi-lhe concedido o reinado no Estado Independente da Croácia, embora exercesse pouco poder real dentro dele. A Hungria despachou o Terceiro Exército Húngaro e ocupou e anexou as regiões iugoslavas de Baranja, Bačka, Međimurje e Prekmurje. A Bulgária, entretanto, anexou quase toda a Macedônia e pequenas áreas do leste da Sérvia e do Kosovo.  A dissolução da Iugoslávia, a criação do NDH, a governadoria italiana de Montenegro e da Sérvia de Nedic e as anexações do território iugoslavo pelos vários países do Eixo eram incompatíveis com o direito internacional em vigor naquela época.

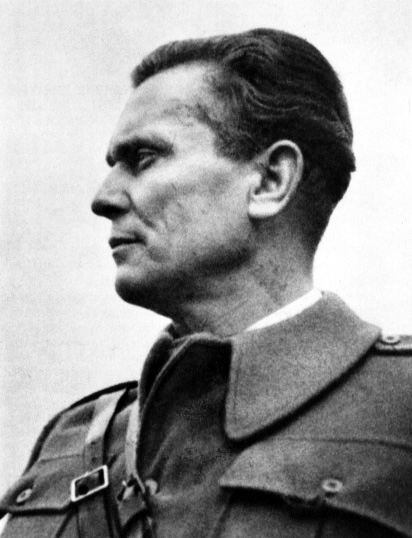
Josip Broz Tito em Bihać, 1942

As forças de ocupação instituíram encargos tão severos para a população local que os Partidários não só passaram a desfrutar de um apoio generalizado, mas para muitos eram a única opção de sobrevivência. No início da ocupação, as forças alemãs enforcavam ou fuzilavam indiscriminadamente, incluindo mulheres, crianças e idosos, até 100 habitantes locais por cada soldado alemão morto. Embora estas medidas para suprimir a resistência liderada pelos comunistas tenham sido emitidas em todo o território ocupado pelos alemães, apenas foram aplicadas com rigor na Sérvia.  Duas das atrocidades mais significativas cometidas pelas forças alemãs foram o massacre de 2.000 civis em Kraljevo e 3.000 em Kragujevac. A fórmula de 100 reféns fuzilados para cada soldado alemão morto e 50 reféns fuzilados para cada soldado alemão ferido foi reduzida pela metade em fevereiro de 1943 e totalmente removida no outono do mesmo ano. 
Além disso, a Iugoslávia sofreu um colapso da lei e da ordem, com milícias colaboracionistas a percorrer o campo aterrorizando a população. O governo do Estado Independente Fantoche da Croácia viu-se incapaz de controlar o seu território nas fases iniciais da ocupação, resultando numa severa repressão por parte das milícias Ustaše e do exército alemão.
No meio do relativo caos que se seguiu, o Partido Comunista da Iugoslávia decidiu organizar e unir facções e forças políticas antifascistas numa revolta nacional. O partido, liderado por Josip Broz Tito, foi banido após seu sucesso significativo nas eleições iugoslavas pós-Primeira Guerra Mundial e operou clandestinamente desde então. Tito, no entanto, não poderia agir abertamente sem o apoio da URSS, e como o Pacto Molotov-Ribbentrop ainda estava em vigor, foi obrigado a esperar.

## Formação e rebelião inicial
Durante a invasão da Iugoslávia em Abril, a liderança do Partido Comunista esteve em Zagreb, juntamente com Josip Broz Tito. Depois de um mês, partiram para Belgrado. Enquanto o Pacto Molotov-Ribbentrop entre a Alemanha e a União Soviética estava em vigor, os comunistas abstiveram-se de conflitos abertos com o novo regime do Estado Independente da Croácia. Nestes primeiros dois meses de ocupação, ampliaram a sua rede subterrânea e começaram a acumular armas.  No início de maio de 1941, foram realizadas em Zagreb as chamadas consultas de maio aos funcionários do Partido Comunista de todo o país, que procuravam organizar a resistência contra os ocupantes. Em junho de 1941, também foi realizada uma reunião do Comitê Central do KPJ, na qual foi decidido iniciar os preparativos para o levante.
A Operação Barbarossa, a invasão do Eixo à União Soviética, começou em 22 de junho de 1941.

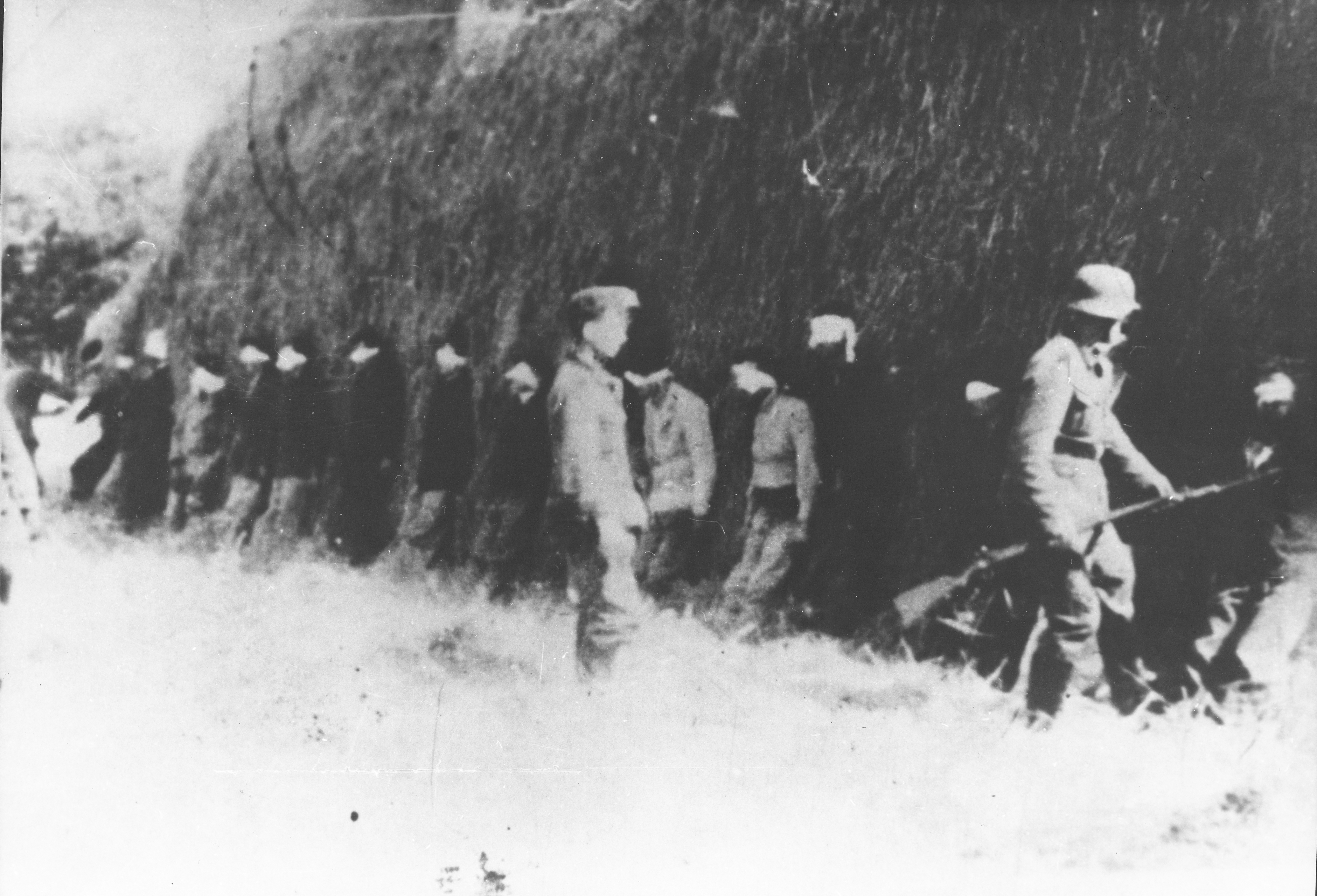
Dezesseis jovens guerrilheiros vendados aguardam execução pelas forças alemãs em Smederevska Palanka, 20 de agosto de 1941

A extensão do apoio ao movimento Partidário variou de acordo com a região e a nacionalidade, refletindo as preocupações existenciais da população e das autoridades locais. A primeira revolta partidária ocorreu na Croácia em 22 de junho de 1941, quando quarenta comunistas croatas organizaram uma revolta nas florestas de Brezovica entre Sisak e Zagreb, formando o 1º Destacamento Partidário de Sisak.
A primeira revolta liderada por Tito ocorreu duas semanas depois, na Sérvia. O Partido Comunista da Iugoslávia decidiu formalmente lançar um levante armado em 4 de julho, data que mais tarde foi marcada como o Dia do Lutador - um feriado na RSF Iugoslávia. Um certo Žikica Jovanović Španac disparou a primeira bala da campanha em 7 de julho, no incidente de Bela Crkva.
O primeiro grupo partidário Zagreb-Sesvete foi formado em Dubrava em julho de 1941. Em agosto de 1941, 7 Destacamentos Partidários foram formados na Dalmácia com a função de difundir o levante. Em 26 de agosto de 1941, 21 membros do 1º Destacamento Partidário Dividido foram executados por um pelotão de fuzilamento após serem capturados pelas forças italianas e Ustaše.   Várias outras unidades partidárias foram formadas no verão de 1941, inclusive em Moslavina e Kalnik. Uma revolta ocorreu na Sérvia durante o verão, liderada por Tito, quando a República de Užice foi criada, mas foi derrotada pelas forças do Eixo em dezembro de 1941, e o apoio aos guerrilheiros na Sérvia caiu posteriormente.
A história foi diferente para os sérvios na Croácia ocupada pelo Eixo, que se voltaram para os partidários multiétnicos, ou os monarquistas sérvios Chetniks. O jornalista Tim Judah observa que na fase inicial da guerra a preponderância inicial dos sérvios nos guerrilheiros significou, na verdade, que uma guerra civil sérvia eclodiu. Uma guerra civil semelhante existiu dentro do corpus nacional croata com as narrativas nacionais concorrentes fornecidas pelos Ustaše e pelos Partidários.
No território da Bósnia e Herzegovina, a causa da rebelião sérvia foi a política Ustaše de genocídio, deportações, conversões forçadas e assassinatos em massa de sérvios,  como foi o caso em outras partes do NDH.   A resistência à liderança comunista da rebelião anti-Ustasha entre os sérvios da Bósnia também se desenvolveu na forma do movimento Chetnik e de bandos autônomos que estavam sob o comando de Dragoljub Mihailović. Enquanto os guerrilheiros sob a liderança sérvia estavam abertos a membros de várias nacionalidades, os chetniks eram hostis aos muçulmanos e exclusivamente aos sérvios. A revolta na Bósnia e Herzegovina iniciada pelos sérvios em muitos locais foram actos de retaliação contra os muçulmanos, com milhares deles mortos. Uma rebelião começou em junho de 1941 na Herzegovina. Em 27 de julho de 1941, uma revolta liderada pelos partidários começou na área de Drvar e Bosansko Grahovo .  Foi um esforço coordenado de ambos os lados do rio Una no território do sudeste de Lika e do sudoeste de Bosanska, e conseguiu transferir o território chave do NDH sob o controle rebelde.
Em 10 de agosto, em Stanulović, uma vila nas montanhas, os guerrilheiros formaram o Quartel-General do Destacamento Partidário Kopaonik. A área que controlavam, composta por aldeias próximas, foi chamada de “República dos Mineiros” e durou 42 dias. Os combatentes da resistência juntaram-se formalmente às fileiras dos Partidários mais tarde.
Na conferência de Stolice de setembro de 1941, o nome unificado partidários e a estrela vermelha como símbolo de identificação foram adotados para todos os combatentes liderados pelo Partido Comunista da Iugoslávia.
Em 1941, as forças partidárias na Sérvia e Montenegro contavam com cerca de 55.000 combatentes, mas apenas 4.500 conseguiram escapar para a Bósnia. Em 21 de dezembro de 1941 formaram a 1ª Brigada de Assalto Proletária (1. Brigada Proleterska Udarna) - a primeira unidade militar partidária regular, capaz de operar fora de sua área local. Em 1942, os destacamentos partidários fundiram-se oficialmente no Exército de Libertação Popular e nos Destacamentos Partidários da Iugoslávia (NOV i POJ) com uma estimativa de 236.000 soldados em dezembro de 1942.
O número de partidários da Sérvia diminuiria até 1943, quando o movimento partidário ganhou força ao espalhar a luta contra o eixo. O aumento do número de guerrilheiros na Sérvia, à semelhança de outras repúblicas, ocorreu em parte em resposta à oferta de anistia de Tito a todos os colaboradores em 17 de agosto de 1944. Nesse ponto, dezenas de milhares de chetniks mudaram de lado para os guerrilheiros. A anistia seria oferecida novamente após a retirada alemã de Belgrado em 21 de novembro de 1944 e em 15 de janeiro de 1945.

## Operações

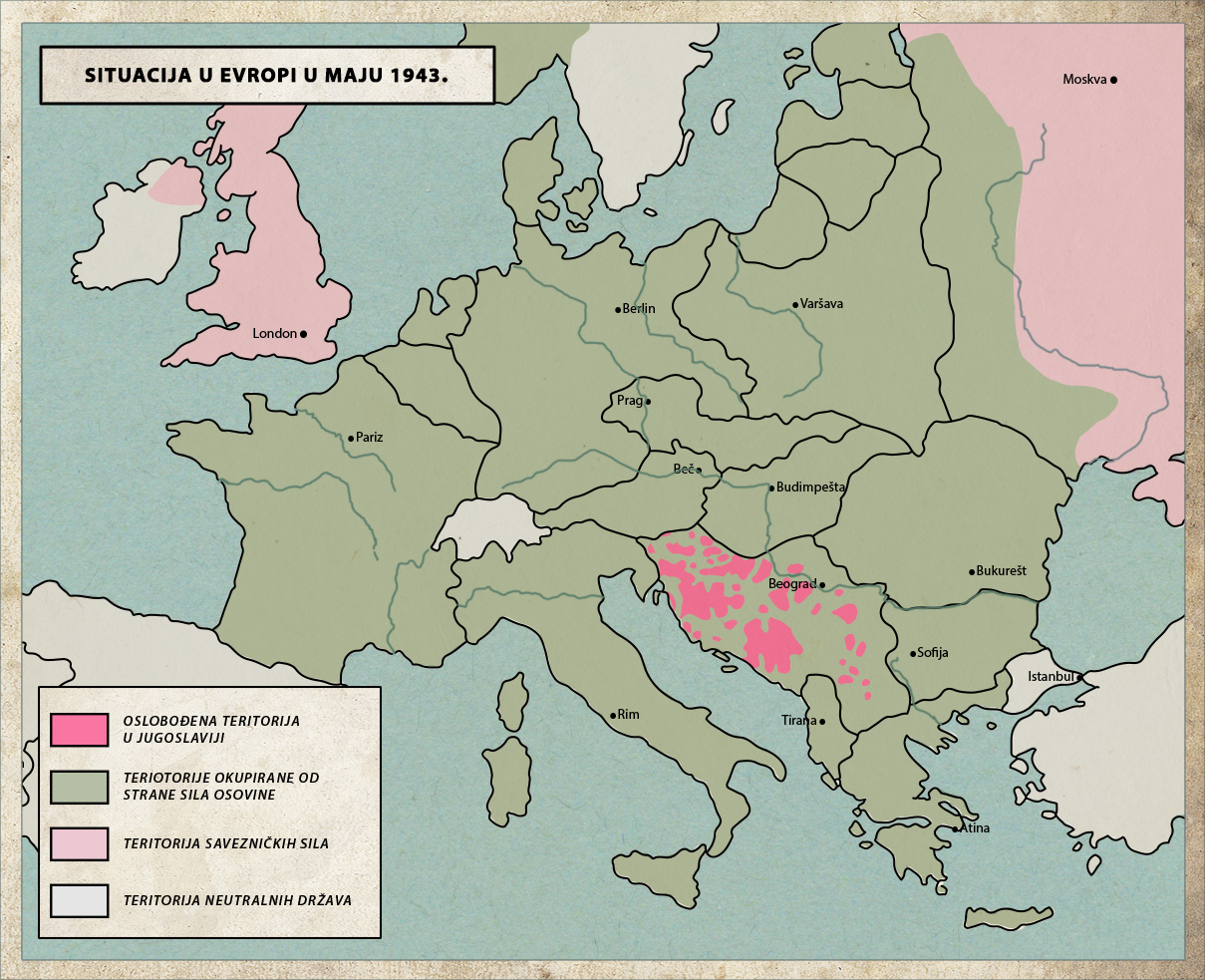
Território sob controle do Partido Comunista na Iugoslávia (Território Libertado), maio de 1943

Em meados de 1943, a resistência partidária aos alemães e aos seus aliados tinha crescido das dimensões de um mero incómodo para as de um factor importante na situação geral. Em muitas partes da Europa ocupada, o inimigo sofria perdas às mãos de guerrilheiros que ele mal podia suportar. Em nenhum lugar estas perdas foram mais pesadas do que na Iugoslávia. — Basil Davidson

### Resistência e retaliação
Os Partidários organizaram uma campanha de guerrilha que beneficiou de níveis gradualmente crescentes de sucesso e apoio da população em geral, e conseguiu controlar grandes porções do território iugoslavo. Estes foram geridos através dos "Comités Populares", organizados para atuar como governos civis em áreas do país controladas pelos comunistas, e até mesmo indústrias de armas limitadas foram criadas. No início, as forças partidárias eram relativamente pequenas, mal armadas e sem qualquer infraestrutura. Eles tinham duas vantagens principais sobre outras formações militares e paramilitares na ex-Iugoslávia:
1. Um pequeno mas valioso quadro de voluntários iugoslavos na Guerra Civil Espanhola que, ao contrário de qualquer outra pessoa na época, tinha experiência com a guerra moderna travada em circunstâncias bastante semelhantes às da Iugoslávia na Segunda Guerra Mundial
2. Foram fundadas na ideologia e não na etnia, o que significava que os Partidários podiam esperar pelo menos alguns níveis de apoio em qualquer canto do país, ao contrário de outras formações paramilitares cujo apoio era limitado a territórios com maiorias croatas ou sérvias. Isso permitiu que suas unidades fossem mais móveis e preenchessem suas fileiras com um grupo maior de recrutas em potencial.

As forças de ocupação e traidoras, no entanto, estavam bastante conscientes da ameaça partidária e tentaram destruir a resistência no que os historiógrafos iugoslavos definiram como sete grandes ofensivas inimigas. Estes são:
- A Primeira Ofensiva Inimiga, o ataque conduzido pelo Eixo no outono de 1941 contra a “República de Užice”, um território libertado que os Partidários estabeleceram no oeste da Sérvia. Em novembro de 1941, as tropas alemãs atacaram e reocuparam este território, com a maioria das forças partidárias escapando em direção à Bósnia. [56] Foi durante esta ofensiva que a tênue colaboração entre os guerrilheiros e o movimento monarquista Chetnik se rompeu e se transformou em hostilidade aberta. [57]
- A Segunda Ofensiva Inimiga, o ataque coordenado do Eixo conduzido em janeiro de 1942 contra as forças Partidárias no leste da Bósnia. As tropas partidárias mais uma vez evitaram o cerco e foram forçadas a recuar sobre a montanha Igman, perto de Sarajevo. [58]
- A Terceira Ofensiva Inimiga, uma ofensiva contra as forças partidárias no leste da Bósnia, Montenegro, Sandžak e Herzegovina que ocorreu na primavera de 1942. Foi conhecida como Operação TRIO pelos alemães e novamente terminou com uma fuga partidária oportuna. [59] Este ataque é erroneamente identificado por algumas fontes como a Batalha de Kozara, que ocorreu no verão de 1942.
- A Quarta Ofensiva Inimiga, contra a "República de Bihać", também conhecida como Batalha do Neretva ou Fall Weiss (Caso Branco), um conflito que abrange a área entre o oeste da Bósnia e o norte da Herzegovina, e culminando na retirada dos Partidários sobre o rio Neretva. Aconteceu de janeiro a abril de 1943. [60]
- A Quinta Ofensiva Inimiga, também conhecida como Batalha do Sutjeska ou Fall Schwarz (Caso Negro). A operação seguiu-se imediatamente à Quarta Ofensiva e incluiu um cerco completo às forças partidárias no sudeste da Bósnia e no norte de Montenegro em maio e junho de 1943. </link>
- A Sexta Ofensiva Inimiga, uma série de operações empreendidas pela Wehrmacht e pela Ustaše após a capitulação da Itália na tentativa de assegurar a costa do Adriático. Aconteceu no final de 1943 e início de 1944.
- A Sétima Ofensiva Inimiga, o ataque final no oeste da Bósnia no segundo trimestre de 1944, que incluiu a Operação Rösselsprung (Salto do Cavaleiro), uma tentativa frustrada de eliminar Tito e aniquilar a liderança do movimento Partidário.

Era da natureza da resistência partidária que as operações contra ela a eliminassem completamente ou a deixassem potencialmente mais forte do que antes. Isto foi demonstrado pela sequência de cada uma das cinco ofensivas anteriores, das quais, uma após a outra, as brigadas e divisões partidárias emergiram mais fortes em experiência e armamento do que antes, com o apoio de uma população que passou a ver nenhuma alternativa à resistência senão a morte, a prisão ou a fome. Não poderia haver meias-medidas; os alemães não deixaram nada para trás, exceto um rastro de ruínas. O que noutras circunstâncias poderia ter permanecido a guerra puramente ideológica que os reaccionários no estrangeiro afirmavam ser (e a propaganda alemã fez tudo o que estava ao seu alcance para os apoiar) tornou-se uma guerra pela preservação nacional. Isto era tão claro que não havia espaço para o provincianismo; Sérvios, Croatas e Eslovenos, Macedónios, Bósnios, Cristãos e Muçulmanos, Ortodoxos e Católicos, afundaram as suas diferenças no puro desespero de lutar para permanecerem vivos.— Basil Davidson
Os guerrilheiros operavam como um exército regular que permanecia altamente móvel em toda a Iugoslávia ocupada. Unidades partidárias envolveram-se em actos abertos de resistência que levaram a represálias significativas contra civis por parte das forças do Eixo.  A morte de civis desencorajou os Chetniks de realizar uma resistência aberta, no entanto, os guerrilheiros não se intimidaram e continuaram a resistência aberta que perturbou as forças do Eixo, mas levou a baixas civis significativas. 

### Apoio aliado

Um bombardeiro Halifax da Força Aérea Real do Esquadrão 148, carregado com recipientes de pára-quedas contendo suprimentos para os Partidários Iugoslavos (1944–1945)

Mais tarde no conflito, os Partidários conseguiram ganhar o apoio moral, bem como o apoio material limitado dos Aliados ocidentais, que até então tinham apoiado as Forças Chetnik do General Draža Mihailović, mas foram finalmente convencidos da sua colaboração no combate por muitas missões militares enviadas. para ambos os lados durante o curso da guerra. Para reunir informações, agentes dos Aliados ocidentais foram infiltrados tanto nos Partidários quanto nos Chetniks. A informação recolhida pelos contactos com os grupos de resistência foi crucial para o sucesso das missões de abastecimento e foi a principal influência na estratégia Aliada na Iugoslávia. A busca por inteligência resultou no desaparecimento dos Chetniks e no seu eclipse pelos Partidários de Tito. Em 1942, embora os fornecimentos fossem limitados, o apoio simbólico foi enviado igualmente a cada um. O novo ano traria uma mudança. Os alemães estavam executando a Operação Schwarz (a Quinta ofensiva antipartidária), uma de uma série de ofensivas dirigidas aos combatentes da resistência, quando FWD Deakin foi enviado pelos britânicos para recolher informações. Em 13 de abril de 1941, Winston Churchill enviou suas saudações ao povo iugoslavo. Em sua saudação ele afirmou:
Vocês estão fazendo uma resistência heróica contra probabilidades formidáveis e, ao fazê-lo, estão se mostrando fiéis às suas grandes tradições. Sérvios, nós conhecemos vocês. Vocês foram nossos aliados na última guerra e seus exércitos estão cobertos de glória. Croatas e Eslovenos, conhecemos a sua história militar. Durante séculos você foi o baluarte do Cristianismo. Sua fama como guerreiros se espalhou por todo o continente. Um dos melhores incidentes da história da Croácia é aquele em que, no século XVI, muito antes da Revolução Francesa, os camponeses se levantaram para defender os direitos do homem e lutaram por aqueles princípios que séculos mais tarde deram ao mundo a democracia. Iugoslavos, vocês estão lutando por esses princípios hoje. O Império Britânico está a lutar convosco, e atrás de nós está a grande democracia dos EUA, com os seus vastos e crescentes recursos. Por mais dura que seja a luta, a nossa vitória está garantida.— Winston Churchill
Seus relatórios continham duas observações importantes. A primeira foi que os guerrilheiros foram corajosos e agressivos na batalha contra a 1ª Divisão Alemã de Montanha e a 104ª Divisão Ligeira, sofreram baixas significativas e precisaram de apoio. A segunda observação foi que toda a 1ª Divisão de Montanha alemã tinha viajado da Rússia por via férrea através do território controlado por Chetnik. As interceptações britânicas (ULTRA) do tráfego de mensagens alemão confirmaram a timidez de Chetnik. Em suma, os relatórios de inteligência resultaram num aumento do interesse dos Aliados nas operações aéreas da Jugoslávia e numa mudança de política. Em setembro de 1943, a pedido de Churchill, o brigadeiro-general Fitzroy Maclean foi lançado de pára-quedas no quartel-general de Tito, perto de Drvar, para servir como elemento de ligação formal e permanente com os guerrilheiros. Embora os Chetniks ainda fossem abastecidos ocasionalmente, os Partidários receberam a maior parte de todo o apoio futuro.Assim, após a Conferência de Teerã, os Partidários receberam o reconhecimento oficial como a força legítima de libertação nacional pelos Aliados, que posteriormente criaram a Força Aérea dos Balcãs da RAF (sob a influência e sugestão do Brigadeiro-General Fitzroy Maclean) com o objetivo de fornecer maiores suprimentos. e apoio aéreo tático para as forças partidárias do marechal Tito. Durante uma reunião com Franklin D. Roosevelt e os Chefes de Estado-Maior Combinados em 24 de novembro de 1943, Winston Churchill destacou que:
Foi um facto lamentável que praticamente nenhum abastecimento tivesse sido transportado por mar para os 222.000 seguidores de Tito.... Estes valentes mantinham tantos alemães na Jugoslávia como as forças combinadas anglo-americanas mantinham na Itália, a sul de Roma. Os alemães ficaram confusos após o colapso da Itália e os Patriotas ganharam o controle de grandes extensões da costa. Contudo, não tínhamos aproveitado a oportunidade. Os alemães haviam se recuperado e expulsavam os guerrilheiros pouco a pouco. A principal razão para isto foi a linha artificial de responsabilidade que atravessava os Balcãs. (...) Considerando que os Partidários nos deram uma ajuda tão generosa quase sem nenhum custo para nós mesmos, era de grande importância garantir que a sua resistência fosse mantida e não fosse permitida abrandar.— Winston Churchill, 24 de novembro de 1943

### Aumento de atividades (1943-1945)

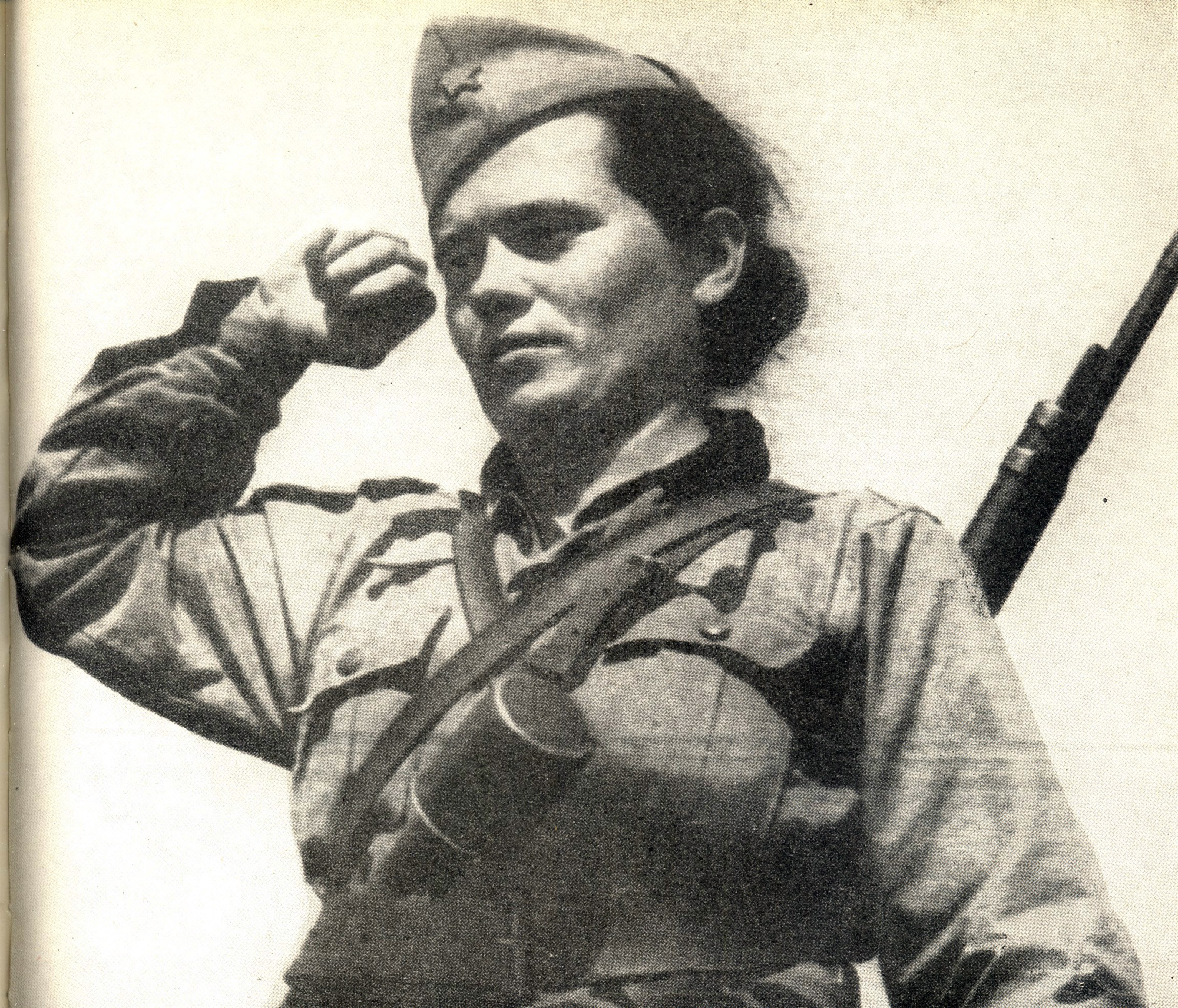
Uma lutadora partidária na Iugoslávia ocupada

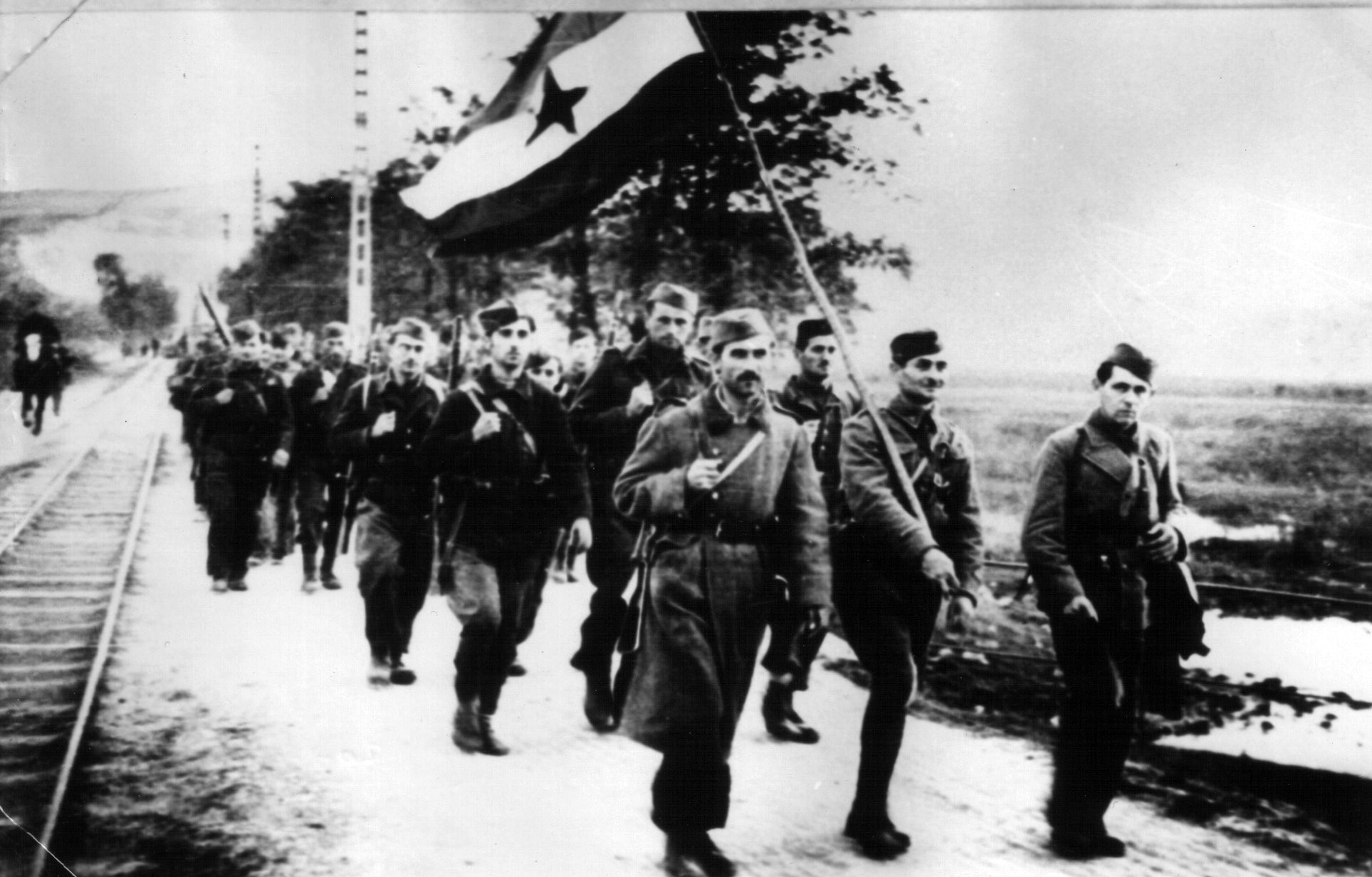
7ª Brigada Voivodina entrando na libertada Novi Sad, 1944

O exército partidário há muito se tornou uma formação de combate regular comparável aos exércitos de outros pequenos Estados, e infinitamente superior à maioria deles, e especialmente ao exército jugoslavo do pré-guerra, em habilidade tática, habilidade de campo, liderança, espírito de luta e potência de fogo. — Basil Davidson
Com apoio aéreo Aliado (Operação Flotsam) e assistência do Exército Vermelho, na segunda metade de 1944 os Partidários voltaram a sua atenção para a Sérvia, que tinha visto relativamente poucos combates desde a queda da República de Užice em 1941. Em 20 de outubro, o Exército Vermelho e os Partidários libertaram Belgrado numa operação conjunta conhecida como Ofensiva de Belgrado. No início do inverno, os Partidários controlavam efetivamente toda a metade oriental da Iugoslávia - Sérvia, Macedônia do Vardar e Montenegro, bem como a costa da Dalmácia.
Em 1945, os Partidários, com mais de 800.000 homens derrotaram as Forças Armadas do Estado Independente da Croácia e a Wehrmacht, conseguindo um avanço difícil na Frente Sírmia no final do inverno, tomando Sarajevo no início de abril, e o resto do NDH e da Eslovénia até meados de Maio. Depois de tomarem Rijeka e Ístria, que faziam parte da Itália antes da guerra, venceram os Aliados em Trieste por dois dias.  A "última batalha da Segunda Guerra Mundial na Europa", a Batalha de Poljana, foi travada entre os guerrilheiros e a Wehrmacht em retirada e as forças traidoras em Poljana, perto de Prevalje, na Caríntia, de 14 a 15 de maio de 1945.

## Visão geral por república do pós-guerra

### Sérvia

Bandeira dos Partidários Sérvios e Montenegrinos usada no Território do Comandante Militar na Sérvia, na província italiana de Montenegro e em áreas do Estado Independente da Croácia onde viviam os sérvios

A invasão do Eixo levou à divisão da Iugoslávia entre as potências do Eixo e o Estado Independente da Croácia. A maior parte da Sérvia foi organizada no Território do Comandante Militar na Sérvia e, como tal, foi o único exemplo de regime militar na Europa ocupada.  O Comitê Militar do Comitê Provincial do Partido Comunista da Sérvia foi formado em meados de maio de 1941. O Comité Central do Partido Comunista da Jugoslávia chegou a Belgrado no final de Maio, e isto foi de grande importância para o desenvolvimento da resistência na Jugoslávia. Após a sua chegada, o Comité Central realizou conferências com dirigentes locais do partido. A decisão de preparar a luta na Sérvia foi emitida em 23 de junho de 1941, na reunião do Comité Provincial da Sérvia. Em 5 de julho, apareceu uma proclamação do Partido Comunista que apelava ao povo sérvio para lutar contra os invasores. A Sérvia Ocidental foi escolhida como base do levante, que mais tarde se espalhou para outras partes da Sérvia. Uma república de curta duração foi criada no Ocidente libertado, o primeiro território libertado na Europa. A revolta foi reprimida pelas forças alemãs em 29 de novembro de 1941. Acredita-se que o Comité Principal de Libertação Nacional da Sérvia tenha sido fundado em Užice em 17 de novembro de 1941. Foi o corpo da resistência partidária em território sérvio.
A Assembleia Antifascista para a Libertação Nacional da Sérvia foi realizada de 9 a 12 de novembro de 1944.
O governo pós-guerra de Tito construiu vários monumentos e memoriais na Sérvia após a guerra.

### Bósnia e Herzegovina
Destacamentos partidários sérvios entraram em território bósnio após a Operação Uzice, que reprimiu o levante sérvio. Os guerrilheiros bósnios foram fortemente reduzidos durante a Operação Trio (1942) na resistência no leste da Bósnia.

### Croácia

Bandeira do Estado Federal da Croácia, usada pelos Partidários Croatas e pelo Movimento de Libertação Nacional

O Movimento de Libertação Nacional na Croácia fazia parte do Movimento de Libertação Nacional antifascista na Iugoslávia ocupada pelo Eixo, que foi o movimento de resistência antinazista mais eficaz liderado por comunistas revolucionários iugoslavos durante a Segunda Guerra Mundial Guerra. O NOP estava sob a liderança da Liga dos Comunistas da Iugoslávia (KPJ) e era apoiado por muitos outros, com membros do Partido Camponês Croata contribuindo significativamente para isso. As unidades NOP conseguiram libertar temporária ou permanentemente grandes partes da Croácia das forças de ocupação. Com base no NOP, a República Federal da Croácia foi fundada como constituinte da Iugoslávia Federal Democrática.

## Serviços
Além das forças terrestres, os Partidários Iugoslavos foram o único movimento de resistência na Europa ocupada a empregar forças aéreas e navais significativas.

### Marinha Partidária
As forças navais da resistência foram formadas já em 19 de setembro de 1942, quando os guerrilheiros na Dalmácia formaram a sua primeira unidade naval composta por barcos de pesca, que gradualmente evoluiu para uma força capaz de enfrentar a Marinha italiana e a Kriegsmarine e conduzir operações anfíbias complexas. Este evento é considerado a fundação da Marinha Iugoslava. No seu auge durante a Segunda Guerra Mundial, a Marinha dos Partidários Iugoslavos comandou 9 ou 10 navios armados, 30 barcos-patrulha, cerca de 200 navios de apoio, seis baterias costeiras e vários destacamentos partidários nas ilhas, cerca de 3.000 homens. Em 26 de outubro de 1943, foi organizado primeiro em quatro, e mais tarde em seis, Setores Costeiros Marítimos (Pomorsko Obalni Sektor, POS). A tarefa das forças navais era garantir a supremacia no mar, organizar a defesa da costa e das ilhas e atacar o tráfego marítimo e as forças inimigas nas ilhas e ao longo das costas.

### Força Aérea Partidária
Os guerrilheiros ganharam uma força aérea eficaz em maio de 1942, quando os pilotos de duas aeronaves pertencentes à Força Aérea do Estado Independente da Croácia (os biplanos Potez 25, de projeto francês e de construção iugoslava, e os biplanos Breguet 19, eles próprios anteriormente da Real Força Aérea Iugoslava), Franjo Kluz e Rudi Čajavec, desertaram para os Partidários na Bósnia. Mais tarde, esses pilotos usaram suas aeronaves contra as forças do Eixo em operações limitadas. Embora de curta duração devido à falta de infra-estruturas, este foi o primeiro caso de um movimento de resistência com a sua própria força aérea. Mais tarde, a Força Aérea seria restabelecida e destruída diversas vezes até a sua instituição permanente. Os Partisans mais tarde estabeleceram uma força aérea permanente, obtendo aeronaves, equipamentos e treinamento de aeronaves capturadas do Eixo, da Força Aérea Real Britânica (ver Força Aérea dos Balcãs) e, mais tarde, da Força Aérea Soviética.

## Composição

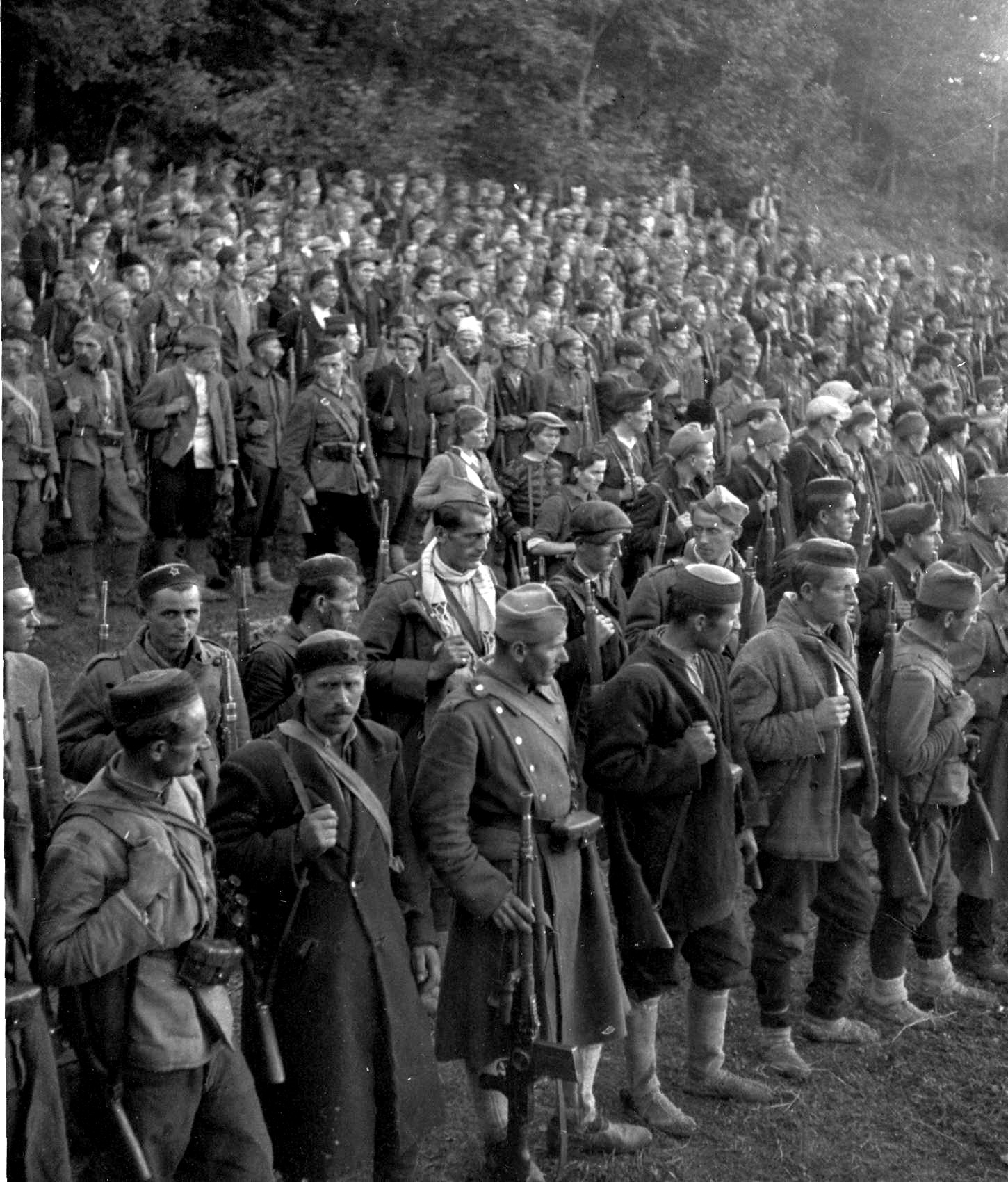
Soldados da 4ª Brigada Proletária Montenegrina

Os guerrilheiros iugoslavos eram predominantemente sérvios em composição em 1943.   Além disso, deve-se ter em mente que até o meio da guerra os guerrilheiros controlavam áreas libertadas relativamente grandes apenas em partes da Bósnia.  Durante toda a guerra, de acordo com os registros dos beneficiários de pensões partidárias de 1977, a composição étnica dos partidários era de 53,0% sérvia, 18,6% croata, 9,2% eslovena, 5,5% montenegrina, 3,5% muçulmana bósnia e 2,7% macedônio.   Grande parte do restante dos membros do NOP era composta por albaneses, húngaros e aqueles que se identificavam como iugoslavos.    No momento da capitulação da Itália aos Aliados, os sérvios e croatas participavam igualmente de acordo com o respectivo tamanho da população na Iugoslávia como um todo.  De acordo com Tito, em maio de 1944, a composição étnica dos guerrilheiros era de 44% sérvios, 30% croatas, 10% eslovenos, 5% montenegrinos, 2,5% macedônios e 2,5% muçulmanos bósnios. Os italianos também estavam no exército: mais de 40.000 combatentes italianos estavam em diversas formações militares, como 9º Corpo (Partidários Iugoslavos), Batalhão Partidário Pino Budicin, Divisão Partidária "Garibaldi" e Divisão Itália (Iugoslávia) mais tarde e outras. Após a ofensiva soviético-búlgara na Sérvia e na Macedónia do Norte, no outono de 1944, aumentou o recrutamento partidário em massa de sérvios, macedónios e, eventualmente, albaneses do Kosovo. O número de brigadas partidárias sérvias aumentou de 28 em junho de 1944 para 60 no final do ano. Em termos regionais, o movimento Partidário era, portanto, desproporcionalmente Jugoslavo Ocidental, particularmente da Croácia, enquanto até ao Outono de 1944, a contribuição da Sérvia era desproporcionalmente pequena.  Durante 1941 até setembro de 1943, da Croácia e da Bósnia e Herzegovina, 1.064 judeus juntaram-se aos guerrilheiros, e a maior parte dos judeus juntou-se aos guerrilheiros após a capitulação da Itália em 1943. No final da guerra, 2.339 guerrilheiros judeus da Croácia e da Bósnia e Herzegovina sobreviveram, enquanto 804 foram mortos. A maioria dos judeus que se juntaram aos guerrilheiros iugoslavos eram da Croácia e da Bósnia e Herzegovina e, segundo Romano, esse número é de 4.572, enquanto 1.318 foram mortos. 

De acordo com a Enciclopédia do Holocausto do Museu Memorial do Holocausto dos Estados Unidos,
Na Jugoslávia dividida, a resistência partidária desenvolveu-se entre os eslovenos na Eslovénia anexada pela Alemanha, envolvendo-se principalmente em sabotagem em pequena escala. Na Sérvia, uma organização de resistência cetnik desenvolveu-se sob o comando de um ex-coronel do exército iugoslavo, Draža Mihailovic. Depois de uma derrota desastrosa numa revolta em Junho de 1941, esta organização tendeu a retirar-se do confronto com as forças de ocupação do Eixo. A organização partidária dominada pelos comunistas, sob a liderança de Josef Tito, era uma força de resistência multiétnica – incluindo sérvios, croatas, montenegrinos, bósnios, judeus e eslovenos. Baseados principalmente na Bósnia e no noroeste da Sérvia, os guerrilheiros de Tito lutaram contra os alemães e italianos de forma mais consistente e desempenharam um papel importante na expulsão das forças alemãs da Iugoslávia em 1945.
Em abril de 1945, havia cerca de 800 mil soldados no exército partidário. A composição por região (a etnia não é levada em consideração) do final de 1941 ao final de 1944 foi a seguinte: 
|                      | Final de 1941 | Final de 1942 | Setembro de 1943 | Final de 1943 | Final de 1944 |
| -------------------- | ------------- | ------------- | ---------------- | ------------- | ------------- |
| Bósnia e Herzegovina | 20.000        | 60.000        | 89.000           | 108.000       | 100.000       |
| Croácia              | 7.000         | 48.000        | 78.000           | 122.000       | 150.000       |
| Sérvia (Kosovo)      | 5.000         | 6.000         | 6.000            | 7.000         | 20.000        |
| Macedônia            | 1.000         | 2.000         | 10.000           | 7.000         | 66.000        |
| Montenegro           | 22.000        | 6.000         | 10.000           | 24.000        | 30.000        |
| Sérvia (adequada)    | 23.000        | 8.000         | 13.000           | 22.000        | 204.000       |
| Eslovênia            | 2.000         | 4000          | 6.000            | 34.000        | 38.000        |
| Sérvia (Voivodina)   | 1.000         | 1.000         | 3.000            | 5.000         | 40.000        |
| Total                | 81.000        | 135.000       | 215.000          | 329.000       | 648.000       |

De acordo com Fabijan Trgo, no verão de 1944, o Exército de Libertação Nacional tinha cerca de 350.000 soldados em 39 divisões, que foram agrupadas em 12 Corpos. Em Setembro de 1944, cerca de 100.000 soldados em 17 divisões estavam prontos para entrar na fase final da batalha pela libertação da Sérvia. No geral, em todas as áreas jugoslavas, o Exército de Libertação Nacional tinha cerca de 400.000 soldados armados. Ou seja, 15 corpos, ou seja, 50 divisões, 2 grupos operacionais, 16 brigadas independentes, 130 destacamentos partidários, a marinha e as primeiras formações de aviação. No início de 1945, o número de soldados era de cerca de 600 mil. Em 1º de março, o Exército Iugoslavo contava com mais de 800 mil soldados, agrupados em 63 divisões.
Os Chetniks eram um grupo orientado principalmente para os sérvios e o seu nacionalismo sérvio resultou na incapacidade de recrutar ou atrair muitos não-sérvios. Os Partidários minimizaram o comunismo em favor de uma abordagem de Frente Popular que apelasse a todos os Iugoslavos. Na Bósnia, o grito de guerra dos Partidários era a favor de um país que não fosse nem sérvio, nem croata, nem muçulmano, mas que fosse livre e fraterno, no qual fosse garantida a plena igualdade de todos os grupos. No entanto, os sérvios continuaram a ser o grupo étnico dominante entre os partidários iugoslavos durante a guerra. A colaboração italiana com os chetniks no norte da Dalmácia resultou em atrocidades que galvanizaram ainda mais o apoio aos guerrilheiros entre os croatas dálmatas. Os ataques de Chetnik a Gata, perto de Split, resultaram no massacre de cerca de 200 civis croatas.
Em particular, a política de italianização forçada de Mussolini garantiu o primeiro número significativo de croatas aderindo aos guerrilheiros no final de 1941. Noutras áreas, o recrutamento de croatas foi dificultado pela tendência de alguns sérvios de verem a organização como exclusivamente sérvia, rejeitando membros não-sérvios e atacando as aldeias dos seus vizinhos croatas. Um grupo de jovens judeus de Sarajevo tentou juntar-se a um destacamento partidário em Kalinovnik, mas os partidários sérvios os mandaram de volta para Sarajevo, onde muitos foram capturados pelas forças do Eixo e morreram. Os ataques dos Ustaše croatas à população sérvia foram considerados uma das razões importantes para o aumento das atividades de guerrilha, ajudando assim a uma resistência partidária cada vez maior. Após a capitulação da Itália e a subsequente Ofensiva de Belgrado, muitos membros dos Ustaše juntaram-se aos guerrilheiros. 

### Bósnia e Herzegovina

Bandeira do Estado Federal da Bósnia e Herzegovina, usada pelos Partidários na Bósnia e Herzegovina

No início da guerra, a composição dominante sérvia das bases partidárias e a aliança com os chetniks, que estavam envolvidos em atrocidades e assassinatos de civis croatas e muçulmanos, forçaram croatas e muçulmanos a não se juntarem aos partidários bósnios.  Até o início de 1942, os guerrilheiros na Bósnia e Herzegovina, que eram quase exclusivamente sérvios, cooperaram estreitamente com os chetniks, e alguns guerrilheiros no leste da Herzegovina e no oeste da Bósnia recusaram-se a aceitar muçulmanos em suas fileiras. Para muitos muçulmanos, o comportamento destes guerrilheiros sérvios em relação a eles significava que havia pouca diferença entre os guerrilheiros e os chetniks. No entanto, em algumas áreas da Bósnia e Herzegovina, os Partidários conseguiram atrair muçulmanos e croatas desde o início, nomeadamente na área da montanha Kozara, no noroeste da Bósnia, e na área da montanha Romanija, perto de Sarajevo. Na área de Kozara, muçulmanos e croatas representavam 25 por cento da força partidária no final de 1941. 
De acordo com Hoare, no final de 1943, 70% dos guerrilheiros na Bósnia e Herzegovina eram sérvios e 30% eram croatas e muçulmanos. No final de 1977, os beneficiários de pensões de guerra da Bósnia eram 64,1% sérvios, 23% muçulmanos e 8,8% croatas. 

### Croácia

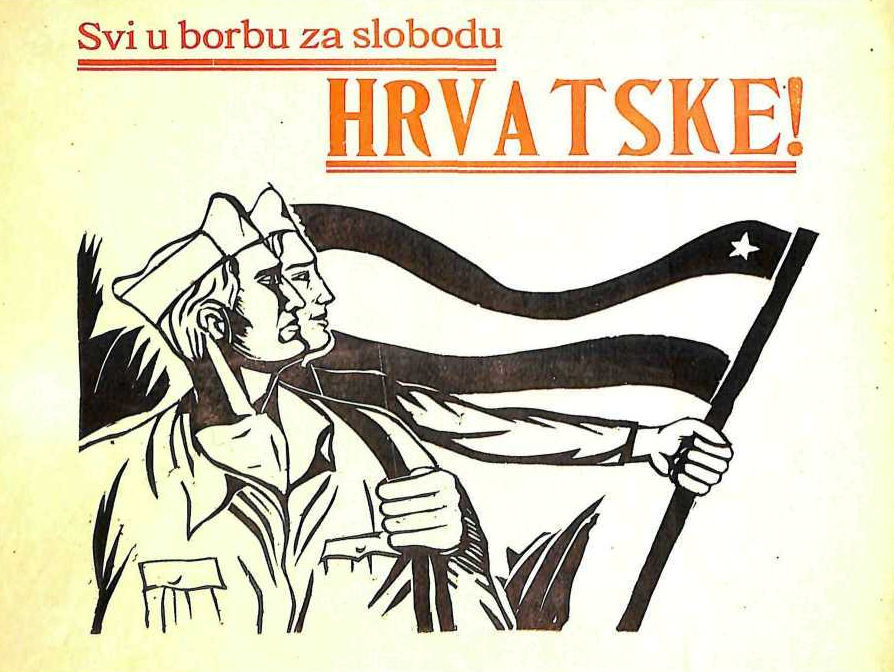
Cartaz de propaganda partidária croata: Todos na luta pela liberdade da Croácia!

Em 1941-42, a maioria dos guerrilheiros na Croácia eram sérvios, mas em outubro de 1943 a maioria eram croatas. Esta mudança deveu-se em parte à decisão de um membro-chave do Partido Camponês Croata, Božidar Magovac, de se juntar aos Partidários em Junho de 1943, e em parte devido à rendição da Itália.  No momento da capitulação da Itália aos Aliados, os sérvios e os croatas participavam igualmente de acordo com o respectivo tamanho da população na Iugoslávia como um todo.  De acordo com Goldstein, entre os guerrilheiros croatas no final de 1941, 77% eram sérvios e 21,5% eram croatas, e outros, bem como nacionalidades desconhecidas. A percentagem de croatas nos guerrilheiros aumentou para 32% em agosto de 1942 e 34% em setembro de 1943. Após a capitulação da Itália, aumentou ainda mais. No final de 1944 havia 60,4% de croatas, 28,6% de sérvios e 11% de outras nacionalidades (2,8% de muçulmanos, eslovenos, montenegrinos, italianos, húngaros, tchecos, judeus e Volksdeutsche) em unidades partidárias croatas. Segundo Ivo Banac, o movimento partidário croata na segunda metade de 1944 tinha cerca de 150 mil combatentes armados, enquanto 100.070 estavam em unidades operativas onde os croatas eram 60.703 (60,66%), os sérvios 24.528 (24,51%), os eslovenos 5.113 (5,11%), e outros. A contribuição sérvia para os guerrilheiros croatas representou mais do que a sua proporção na população local.  
Os guerrilheiros croatas eram parte integrante dos guerrilheiros iugoslavos em geral, com croatas étnicos em posições proeminentes no movimento desde o início da guerra; De acordo com alguns investigadores que escreveram durante a década de 1990, como Cohen, no final de 1943, a Croácia propriamente dita, com 24% da população jugoslava, fornecia mais partidários do que a Sérvia, o Montenegro, a Eslovénia e a Macedónia juntas (embora não mais do que a Bósnia e Herzegovina). No início de 1943, os Partidários tomaram medidas para estabelecer o ZAVNOH (Conselho Nacional Antifascista de Libertação Popular da Croácia) para actuar como um órgão parlamentar para toda a Croácia – o único do seu género na Europa ocupada. A ZAVNOH realizou três sessões plenárias durante a guerra em áreas que permaneceram cercadas pelas tropas do Eixo. Na sua quarta e última sessão, realizada de 24 a 25 de julho de 1945 em Zagreb, o ZAVNOH proclamou-se como Parlamento Croata ou Sabor.
No final de 1941, no território do NDH, os sérvios representavam aproximadamente um terço da população, mas cerca de 95% de todos os guerrilheiros.  Este domínio numérico diminuiu mais tarde, mas até 1943 os sérvios formaram a maioria dos partidários na Croácia (incluindo a Dalmácia).  Os territórios da Croácia propriamente ditos com um número substancial de habitantes sérvios (Lika, Banija, Kordun) formaram a fonte mais importante de mão de obra para os guerrilheiros.  Em maio de 1941, o regime Ustasha cedeu o norte da Dalmácia à Itália fascista, o que causou um apoio cada vez mais massivo aos guerrilheiros entre os croatas da Dalmácia. Noutras partes da Croácia, o apoio croata aos guerrilheiros aumentou gradualmente devido à violência e ao desgoverno da Ustasha e do Eixo, mas muito mais lentamente do que na Dalmácia.  Havia apenas 1.492 guerrilheiros da Sérvia dos 22.148 guerrilheiros do Grupo Operacional Principal de Tito na Batalha do Rio Sutjeska em junho de 1943, e 8.925 eram da Croácia (dos quais 5.195 eram da Dalmácia), mas em termos étnicos, 11.851 eram sérvios contra 5.220 croatas.  No final de 1943, todas as 13 brigadas partidárias da Dalmácia tinham maioria croata, mas entre as 25 brigadas partidárias da própria Croácia (sem a Dalmácia) apenas 7 tinham maioria croata (17 tinham maioria sérvia e uma tinha maioria tcheca).  De acordo com os historiadores Tvrtko Jakovina e Davor Marijan, a principal razão para a participação massiva dos croatas na Batalha de Sutjeska em junho de 1943 foi o terror contínuo dos fascistas italianos.
De acordo com Tito, um quarto da população de Zagreb (ou seja, mais de 50.000 cidadãos) participou na luta partidária durante a qual mais de 20.000 deles foram mortos (metade deles como combatentes activos). Como combatentes partidários, 4.709 cidadãos de Zagreb foram mortos, enquanto 15.129 foram mortos nas prisões e campos de concentração Ustasha e nazistas, e outros 6.500 foram mortos durante operações anti-insurgência. 
Na ofensiva final para a libertação da Iugoslávia, da Croácia foram contratados 165.000 soldados, principalmente para a libertação da Croácia. Em território croata depois de 30 de novembro de 1944, em combate com o inimigo participaram 5 corpos, 15 divisões, 54 brigadas e 35 destacamentos partidários, num total de 121.341 soldados (117.112 homens e 4.239 mulheres) que no final de 1944 representavam cerca de um terço do todas as forças armadas do Exército de Libertação Nacional. Ao mesmo tempo, no território da Croácia havia 340.000 soldados alemães, 150.000 soldados Ustasha e da Guarda Nacional, enquanto os Chetniks no início de 1945 se retiraram para a Eslovénia. De acordo com a composição étnica dos guerrilheiros, a maioria eram croatas 73.327 ou 60,40%, seguidos pelos sérvios 34.753 ou 28,64%, muçulmanos 3.316 ou 2,75%, judeus 284 ou 0,25% e eslovenos, montenegrinos e outros com 9.671 ou 7,96%, (número de A composição partidária e étnica não inclui 9 brigadas que estiveram empenhadas fora da Croácia).

### Sérvia
No final de setembro de 1941, foram estabelecidos 24 destacamentos com aproximadamente 14.000 soldados.  No final de 1943, existiam no total 97 brigadas partidárias, enquanto nas partes orientais da Iugoslávia (Voivodina, Sérvia, Montenegro, Kosovo e Macedônia) existiam 18 brigadas partidárias. Na Sérvia, durante a primavera e o verão de 1944, muitos desertores e prisioneiros de Chetnik juntaram-se às unidades partidárias. Quando os soviéticos libertaram a Sérvia no final de 1944, começou a mobilização partidária em massa de sérvios, macedónios e, eventualmente, albaneses do Kosovo, o que levou a uma contribuição geográfica equilibrada entre os movimentos partidários iugoslavos orientais e ocidentais. A contribuição da Sérvia para o movimento Partidário antes do Outono de 1944 foi desproporcionalmente pequena.  No final de setembro de 1944, a Sérvia tinha cerca de 70.000 soldados sob o comando do Estado-Maior da Sérvia, dos quais no 13º Corpo havia cerca de 30.000 soldados, no 14º Corpo 32.463 soldados e na 2ª Divisão Proletária 4.600 soldados. 

### Eslovênia

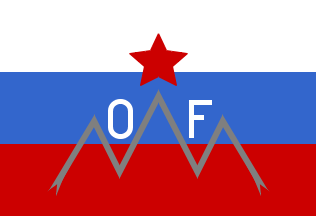
Bandeira da Frente de Libertação da Nação Eslovena, usada pelos Partidários na Eslovénia

Durante a Segunda Guerra Mundial, a Eslovénia encontrava-se numa situação única na Europa. Apenas a Grécia partilhou a sua experiência de ser trisectada; no entanto, a Eslovênia foi o único país que experimentou mais um passo - absorção e anexação à vizinha Alemanha nazista, à Itália fascista e à Hungria. Como a própria existência da nação eslovena estava ameaçada, o apoio esloveno ao movimento partidário foi muito mais sólido do que na Croácia ou na Sérvia.  Uma ênfase na defesa da identidade étnica foi demonstrada ao nomear as tropas com nomes de importantes poetas e escritores eslovenos, seguindo o exemplo do batalhão Ivan Cankar.
No início, as forças partidárias eram pequenas, mal armadas e sem qualquer infra-estrutura, mas os veteranos da Guerra Civil Espanhola entre eles tinham alguma experiência com a guerra de guerrilha. O movimento Partidário na Eslovênia funcionou como o braço militar da Frente de Libertação da Nação Eslovena, uma plataforma de resistência antifascista estabelecida na Província de Liubliana em 26 de abril de 1941, que originalmente consistia em vários grupos de orientação de esquerda, sendo os mais notáveis Partido Comunista e Socialistas Cristãos. Durante o curso da guerra, a influência do Partido Comunista da Eslovênia começou a crescer, até que sua supremacia foi oficialmente sancionada na Declaração Dolomiti de 1 de março de 1943.  Alguns dos membros da Frente de Libertação e partidários eram ex-membros. do movimento de resistência TIGR.

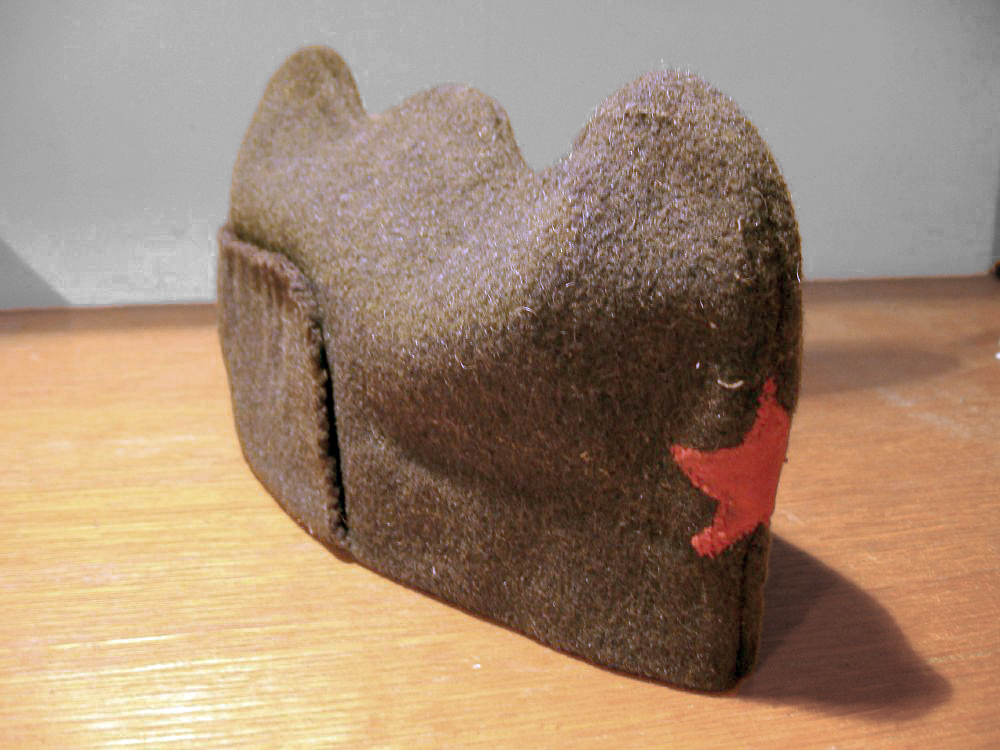
O boné Triglavka

Representantes de todos os grupos políticos da Frente de Libertação participaram no Plenário Supremo da Frente de Libertação, que liderou os esforços de resistência na Eslovénia. O Plenário Supremo esteve ativo até 3 de outubro de 1943, quando, na Assembleia dos Delegados da Nação Eslovena em Kočevje, o Plenário da Frente de Libertação, com 120 membros, foi eleito como o órgão supremo da Frente de Libertação Eslovena. O plenário também funcionou como Comité de Libertação Nacional da Eslovénia, a autoridade suprema na Eslovénia. Alguns historiadores consideram a Assembleia de Kočevje o primeiro parlamento esloveno eleito e os partidários eslovenos, uma vez que os seus representantes também participaram na 2ª sessão do AVNOJ e foram fundamentais para adicionar a cláusula de autodeterminação à resolução sobre o estabelecimento de uma nova Jugoslávia federal. O Plenário da Frente de Libertação foi renomeado Conselho de Libertação Nacional da Eslovênia na conferência realizada em Črnomelj em 19 de fevereiro de 1944 e transformado no parlamento esloveno.
Os guerrilheiros eslovenos mantiveram a sua estrutura organizacional específica e a língua eslovena como língua de comando até os últimos meses da Segunda Guerra Mundial, quando a sua língua foi removida como língua de comando. De 1942 até depois de 1944, eles usaram o boné Triglavka, que foi gradualmente substituído pelo boné Titovka como parte de seu uniforme.  Em março de 1945, as Unidades Partidárias Eslovenas foram oficialmente fundidas com o Exército Iugoslavo e, portanto, deixaram de existir como uma formação separada.
As actividades partidárias na Eslovénia começaram em 1941 e eram independentes dos partidários de Tito no sul. No outono de 1942, Tito tentou pela primeira vez controlar o movimento de resistência esloveno. Arsa Jovanović, um importante comunista iugoslavo enviado do Comando Supremo da resistência partidária iugoslava de Tito, encerrou sem sucesso sua missão de estabelecer o controle central sobre os guerrilheiros eslovenos em abril de 1943. A fusão dos guerrilheiros eslovenos com as forças de Tito aconteceu em 1944.  
Em dezembro de 1943, o Hospital Franja Partisan foi construído em terreno difícil e acidentado, a apenas algumas horas da Áustria e do centro da Alemanha. Os guerrilheiros transmitiram o seu próprio programa de rádio chamado Rádio Kričač, cuja localização nunca foi conhecida pelas forças de ocupação, embora as antenas receptoras da população local tivessem sido confiscadas.

## Baixas
Apesar do sucesso, os guerrilheiros sofreram pesadas baixas durante a guerra. A tabela mostra as perdas partidárias, 7 de julho de 1941 - 16 de maio de 1945:   
|                      | 1941   | 1942   | 1943   | 1944    | 1945    | Total   |
| -------------------- | ------ | ------ | ------ | ------- | ------- | ------- |
| Morto em combate     | 18.896 | 24.700 | 48.378 | 80.650  | 72.925  | 245.549 |
| Ferido em combate    | 29.300 | 31.200 | 61.730 | 147.650 | 130.000 | 399.880 |
| Morto por ferimentos | 3.127  | 4.194  | 7.923  | 8.066   | 7.800   | 31.200  |
| Desaparecido em ação | 3.800  | 6.300  | 5.423  | 5.600   | 7.800   | 28.925  |

Segundo Ivo Goldstein, 82 mil sérvios e 42 mil croatas foram mortos no território do NDH como combatentes partidários.

## Operações de resgate
Os Partidários foram responsáveis pela evacuação bem-sucedida e sustentada dos aviadores aliados abatidos dos Bálcãs. Por exemplo, entre 1 de Janeiro e 15 de Outubro de 1944, de acordo com estatísticas compiladas pela Unidade de Resgate de Tripulação Aérea da Força Aérea dos EUA, 1.152 aviadores americanos foram transportados por via aérea da Jugoslávia, 795 com assistência partidária e 356 com a ajuda dos Chetniks.  Partidários iugoslavos em território esloveno resgataram 303 aviadores americanos, 389 aviadores britânicos e prisioneiros de guerra e 120 franceses e outros prisioneiros de guerra e trabalhadores escravos. 
Os guerrilheiros também ajudaram centenas de soldados aliados que conseguiram escapar dos campos de prisioneiros de guerra alemães (principalmente no sul da Áustria) durante a guerra, mas especialmente de 1943 a 1945. Estes foram transportados através da Eslovênia, de onde muitos foram transportados de avião de Semič, enquanto outros fizeram a longa caminhada terrestre pela Croácia para uma passagem de barco até Bari, na Itália. Na primavera de 1944, a missão militar britânica na Eslovênia informou que havia um "fluxo constante e lento" de fugas desses campos. Eles estavam sendo assistidos por civis locais e, ao entrar em contato com os guerrilheiros na linha geral do rio Drava, conseguiram chegar em segurança com guias guerrilheiros.

### Ataque em Ožbalt
Um total de 132 prisioneiros de guerra aliados foram resgatados dos alemães pelos guerrilheiros numa única operação em agosto de 1944, no que é conhecido como o Ataque em Ožbalt. Em junho de 1944, a organização de fuga aliada começou a ter um interesse ativo em ajudar os prisioneiros dos campos no sul da Áustria e em evacuá-los através da Iugoslávia. Um posto da missão aliada no norte da Eslovénia descobriu que em Ožbalt, mesmo no lado austríaco da fronteira, cerca de 50km de Maribor, havia um campo de trabalho mal guardado, do qual um ataque dos guerrilheiros eslovenos poderia libertar todos os prisioneiros. Mais de 100 prisioneiros de guerra foram transportados do Stalag XVIII-D em Maribor para Ožbalt todas as manhãs para fazer trabalhos de manutenção ferroviária e regressaram aos seus alojamentos à noite. O contato foi feito entre os guerrilheiros e os prisioneiros, resultando em que, no final de agosto, um grupo de sete pessoas escapou, passando por um guarda adormecido às 15h, e às 21h os homens estavam comemorando com os guerrilheiros em uma aldeia, 8km de distância, no lado iugoslavo da fronteira. 
Os sete fugitivos combinaram com os guerrilheiros que o resto do campo fosse libertado no dia seguinte. Na manhã seguinte, os sete regressaram com cerca de cem guerrilheiros para aguardar a chegada do grupo de trabalho no comboio habitual. Assim que o trabalho começou, os guerrilheiros, para citar uma testemunha ocular da Nova Zelândia, "desceram a encosta e desarmaram os dezoito guardas". Em pouco tempo, prisioneiros, guardas e superintendentes civis estavam sendo escoltados ao longo da rota usada pelos primeiros sete prisioneiros na noite anterior. No primeiro campo-sede alcançado, foram obtidos detalhes do total de 132 prisioneiros fugitivos para transmissão por rádio para a Inglaterra. O progresso ao longo da rota de evacuação para o sul foi difícil, pois as patrulhas alemãs eram muito ativas. Uma emboscada noturna realizada por uma dessas patrulhas causou a perda de dois prisioneiros e dois da escolta. Eventualmente, eles chegaram a Semič, em Carníola Branca, Eslovênia, que era uma base partidária que atendia prisioneiros de guerra. Eles voaram para Bari em 21 de setembro de 1944, do aeroporto de Otok, perto de Gradac. 

## Pós-guerra
A RSF Jugoslávia foi um dos dois únicos países europeus que foram em grande parte libertados pelas suas próprias forças durante a Segunda Guerra Mundial. Recebeu assistência significativa da União Soviética durante a libertação da Sérvia, e assistência substancial da Força Aérea dos Balcãs a partir de meados de 1944, mas apenas assistência limitada, principalmente dos britânicos, antes de 1944. No final da guerra não havia tropas estrangeiras estacionadas no seu território. Em parte como resultado, o país encontrou-se a meio caminho entre os dois campos no início da Guerra Fria.
Em 1947-48, a União Soviética tentou exigir a obediência da Iugoslávia, principalmente em questões de política externa, o que resultou na Ruptura Tito–Stalin e quase desencadeou um conflito armado. Seguiu-se um período de relações muito frias com a União Soviética, durante o qual os EUA e o Reino Unido consideraram cortejar a Jugoslávia para a recém-formada OTAN. No entanto, isto mudou em 1953 com a crise de Trieste, uma disputa tensa entre a Jugoslávia e os Aliados Ocidentais sobre a eventual fronteira entre a Jugoslávia e a Itália (ver Território Livre de Trieste), e com a reconciliação Jugoslava-Soviética em 1956. Esta posição ambivalente no início da Guerra Fria amadureceu na política externa não alinhada que a Jugoslávia abraçou activamente até à sua dissolução.

### Atrocidades
Os guerrilheiros massacraram civis durante e após a guerra. Em 27 de julho de 1941, unidades lideradas pelos guerrilheiros massacraram cerca de 100 civis croatas em Bosansko Grahovo e 300 em Trubar durante a revolta de Drvar contra o NDH. Entre 5 e 8 de setembro de 1941, cerca de 1.000 a 3.000 civis e soldados muçulmanos, incluindo 100 croatas, foram massacrados pela Brigada Partidária Drvar.  Várias unidades partidárias, e a população local em algumas áreas, envolveram-se em assassinatos em massa no período imediato do pós-guerra contra prisioneiros de guerra e outros supostos simpatizantes, colaboradores e/ou fascistas do Eixo, juntamente com os seus familiares, incluindo crianças. Esses massacres infames incluem os massacres de Foibe, o massacre de Tezno, o massacre de Macelj, o massacre de Kočevski Rog, o massacre de Barbara Pit e os expurgos comunistas na Sérvia em 1944–45.
As repatriações de Bleiburg de colunas em retirada das Forças Armadas do Estado Independente da Croácia, tropas de Chetnik e da Guarda Interna Eslovena, milhares de civis que se dirigiam ou recuavam em direção à Áustria para se renderem às forças aliadas ocidentais, resultaram em execuções em massa. Os "massacres de foibe" derivam o seu nome dos poços de "foibe" em que os guerrilheiros croatas do 8º Corpo da Dalmácia (muitas vezes juntamente com grupos de civis locais furiosos) atiraram em fascistas italianos e em supostos colaboracionistas e/ou separatistas. De acordo com uma comissão histórica mista esloveno-italiana, criada em 1993, que investigou apenas o que aconteceu em locais incluídos nas actuais Itália e Eslovénia, os assassinatos pareciam resultar de esforços para remover pessoas ligadas ao fascismo (independentemente da sua origem e responsabilidade pessoal) e esforça-se por levar a cabo execuções em massa de opositores reais, potenciais ou apenas alegados do governo comunista. Os assassinatos de 1944-1945 em Bačka foram de natureza semelhante e implicaram o assassinato de supostos fascistas húngaros, alemães e sérvios, e dos seus supostos afiliados, sem levar em conta a sua responsabilidade pessoal. Durante esta purga, um grande número de civis do grupo étnico associado também foi morto. 
Os Partidários não tinham uma agenda oficial de liquidação dos seus inimigos e o seu ideal fundamental era a "irmandade e unidade" de todas as nações Jugoslavas (a frase tornou-se o lema da nova Jugoslávia). O país sofreu entre 900.000 e 1.150.000 mortos civis e militares durante a ocupação do Eixo.  Entre 80.000 e 100.000 pessoas foram mortas nos expurgos partidários e pelo menos 30.000 pessoas foram mortas nos assassinatos de Bleiburg, de acordo com Marcus Tanner em seu trabalho, Croácia: uma nação forjada na guerra.
Este capítulo da história partidária foi um tema tabu nas conversas na RSF Jugoslávia até ao final da década de 1980 e, como resultado, décadas de silêncio oficial criaram uma reacção sob a forma de numerosas manipulações de dados para fins de propaganda nacionalista. 

## Equipamento
As primeiras armas leves para os guerrilheiros foram adquiridas do derrotado Exército Real Iugoslavo, como o rifle M24 Mauser. Ao longo da guerra os Partidários usaram todas as armas que encontraram, principalmente armas capturadas dos Alemães, Italianos, Exército do NDH, Ustaše e dos Chetniks, como o rifle Karabiner 98k, submetralhadora MP40, metralhadora MG34, rifle Carcano e a carabina e submetralhadora Beretta. A outra maneira pela qual os guerrilheiros adquiriram armas foi através de suprimentos que lhes foram fornecidos pela União Soviética e pelo Reino Unido, incluindo as submetralhadoras PPSh-41 e Sten MKII, respectivamente. Além disso, as oficinas partidárias criaram suas próprias armas modeladas em armas fabricadas em fábrica já em uso, incluindo o chamado "rifle partidário" e o "morteiro partidário" antitanque.

## Mulheres

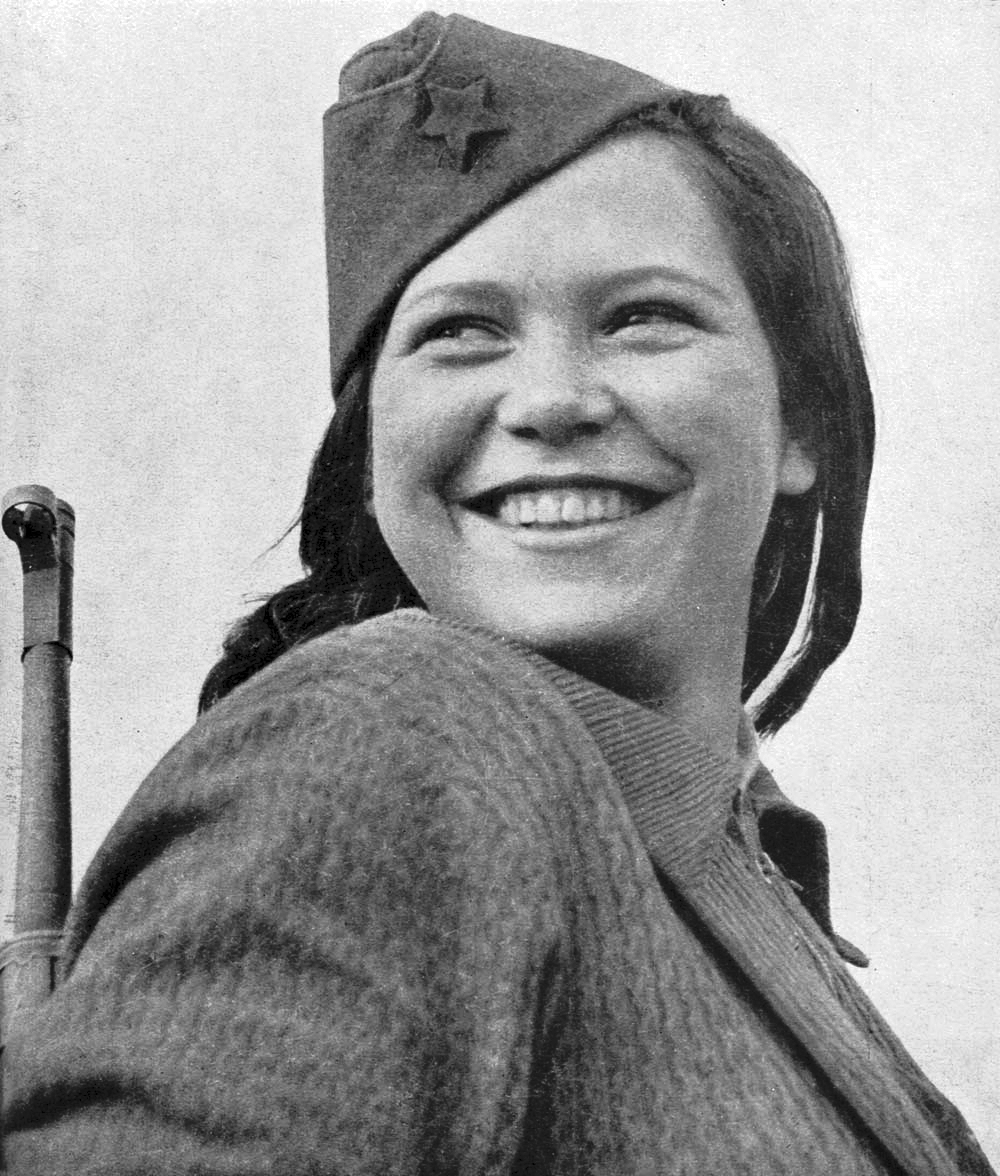
Kozarčanka por Žorž Skrigin (inverno de 1943–44)

Os partidários iugoslavos mobilizaram muitas mulheres. O Movimento de Libertação Nacional Iugoslavo reivindicou 6.000.000 de apoiadores civis; os seus dois milhões de mulheres formaram a Frente Antifascista das Mulheres (AFŽ), na qual o revolucionário coexistia com o tradicional. A AFŽ geriu escolas, hospitais e até governos locais. Cerca de 100.000 mulheres serviram com 600.000 homens no Exército de Libertação Nacional Iugoslavo de Tito. Sublinhou a sua dedicação aos direitos das mulheres e à igualdade de género e utilizou a imagem das heroínas do folclore tradicional para atrair e legitimar o partizanka (PL partizanke; Mulher Partidária). Após a guerra, as mulheres regressaram aos papéis tradicionais de género, mas a Jugoslávia é única, pois os seus historiadores prestaram grande atenção aos papéis das mulheres na resistência, até o país se separar na década de 1990. Então a memória das mulheres soldados desapareceu. 

## Legado

### Político

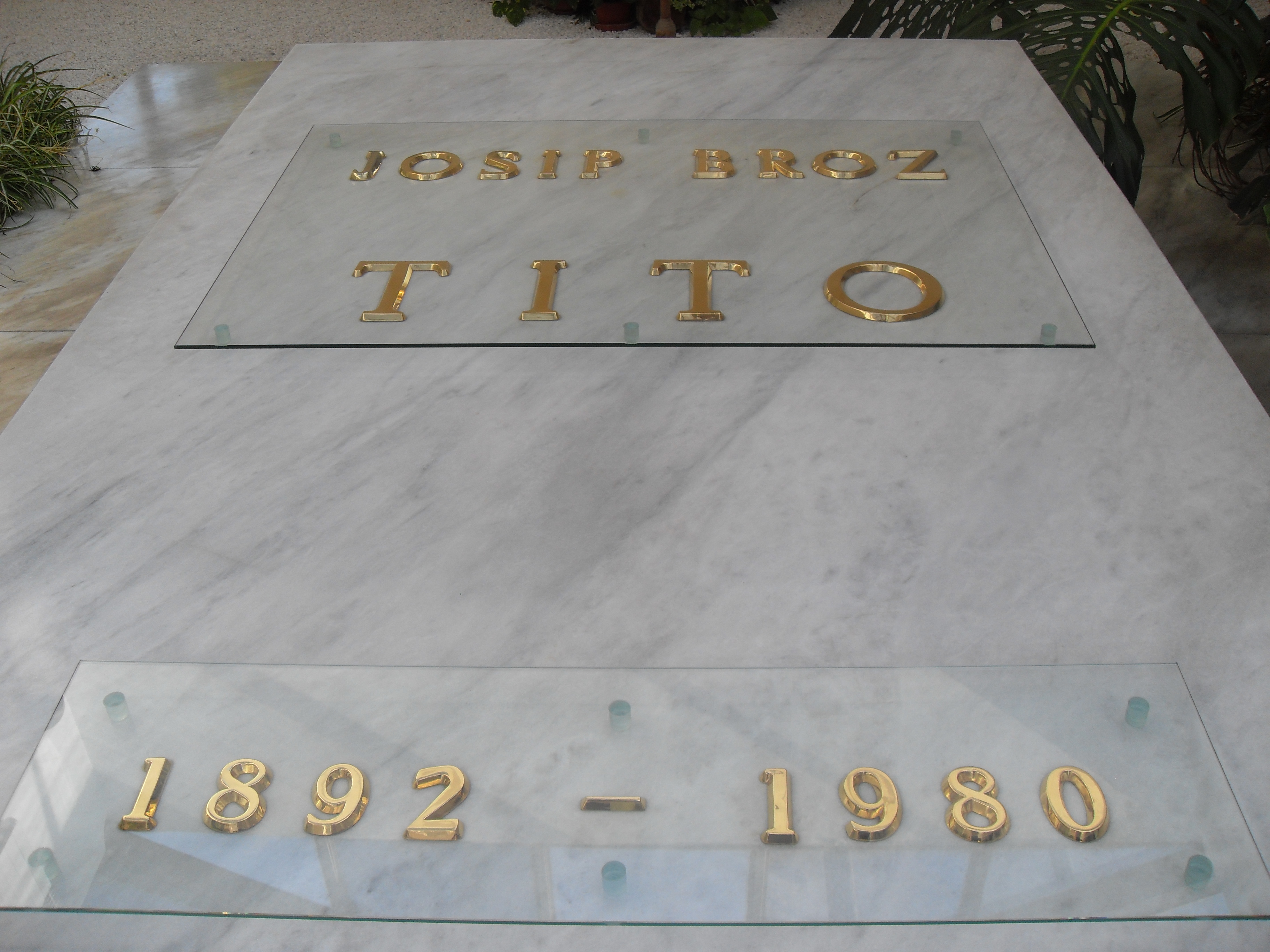
Tumba do Marechal Josip Broz Tito, Comandante Supremo dos Partidários, dentro do mausoléu da Casa das Flores, Belgrado

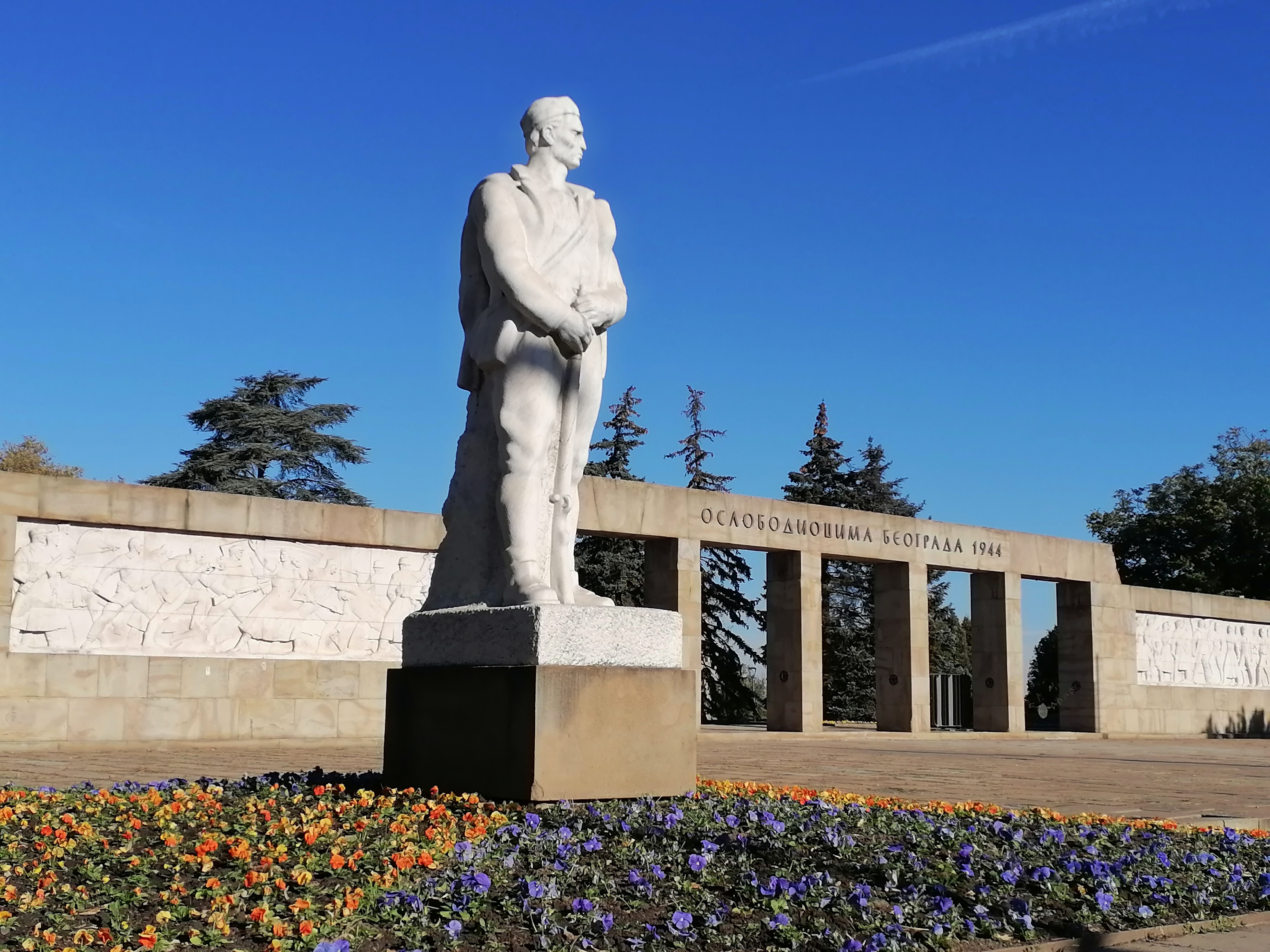
Memorial dos Libertadores de Belgrado no Novo Cemitério de Belgrado, Belgrado

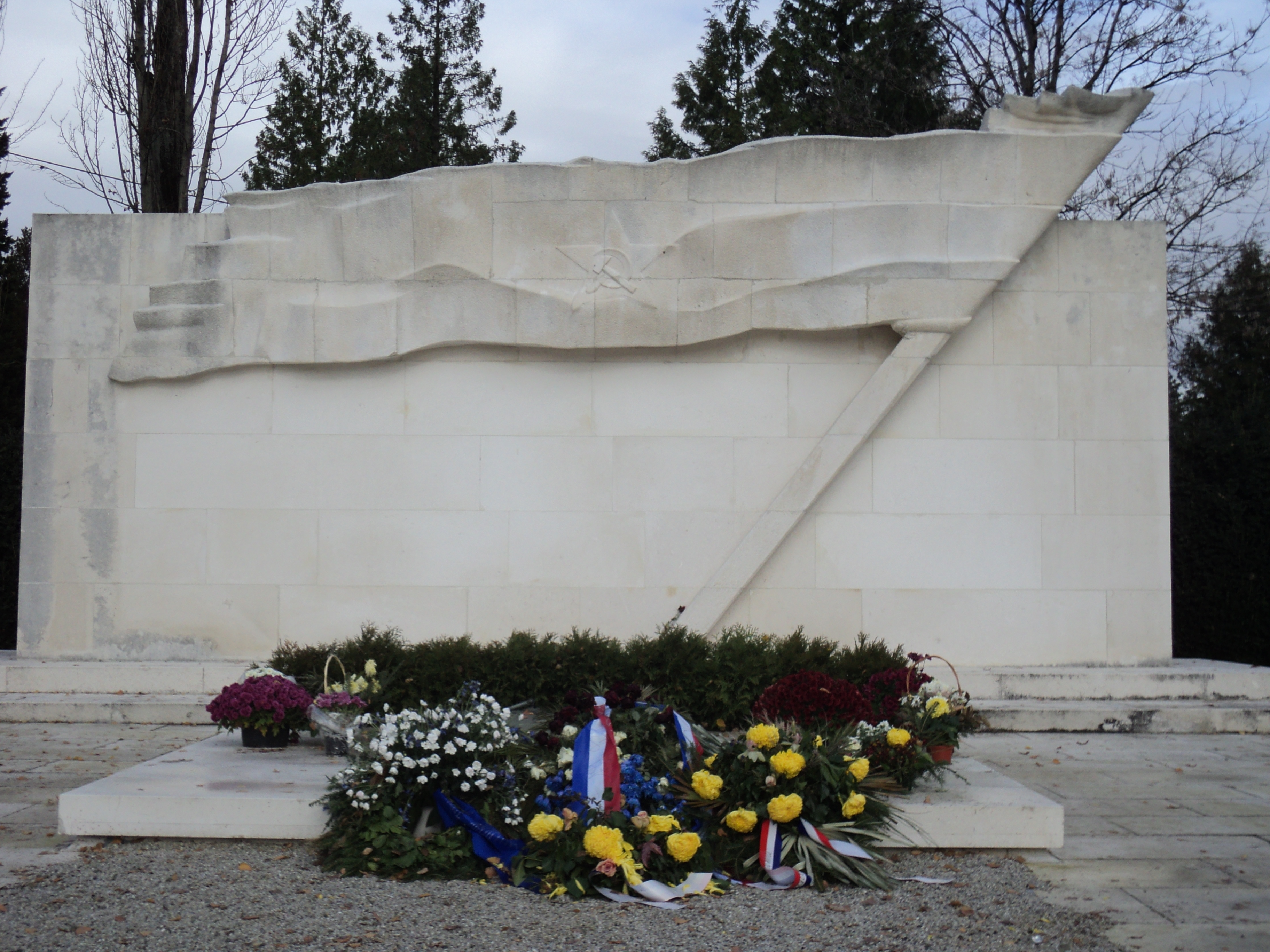
Tumba dos Heróis do Povo no Cemitério Mirogoj, Zagreb

O legado partidário é objecto de considerável debate e controvérsia devido à ascensão do nacionalismo étnico no final dos anos 1980 e início dos anos 1990. O revisionismo histórico que se seguiu à dissolução da Iugoslávia tornou o movimento ideologicamente incompatível dentro do quadro sociopolítico pós-comunista. Esta historiografia revisionista fez com que o papel dos Partidários na Segunda Guerra Mundial fosse geralmente ignorado, menosprezado ou atacado nos Estados sucessores.
Apesar das mudanças sociais, homenagens comemorativas à luta partidária ainda são observadas em toda a ex-Iugoslávia, e contam com a presença de associações de veteranos, descendentes, iugonostálgicos, titistas, esquerdistas e simpatizantes.
Os ramos sucessores da antiga Associação dos Veteranos de Guerra da Guerra de Libertação Popular (SUBNOR) representam os veteranos partidários em cada república e fazem lobby contra a reabilitação política e legal dos colaboradores da guerra, juntamente com esforços para renomear ruas e praças públicas. Estas organizações também mantêm monumentos e memoriais dedicados à Guerra de Libertação Popular e ao antifascismo em cada nação.

### Cultural
Segundo Vladimir Dedijer, mais de 40 mil obras de poesia popular foram inspiradas nos Partidários. 